# Conquista dell'impero Inca

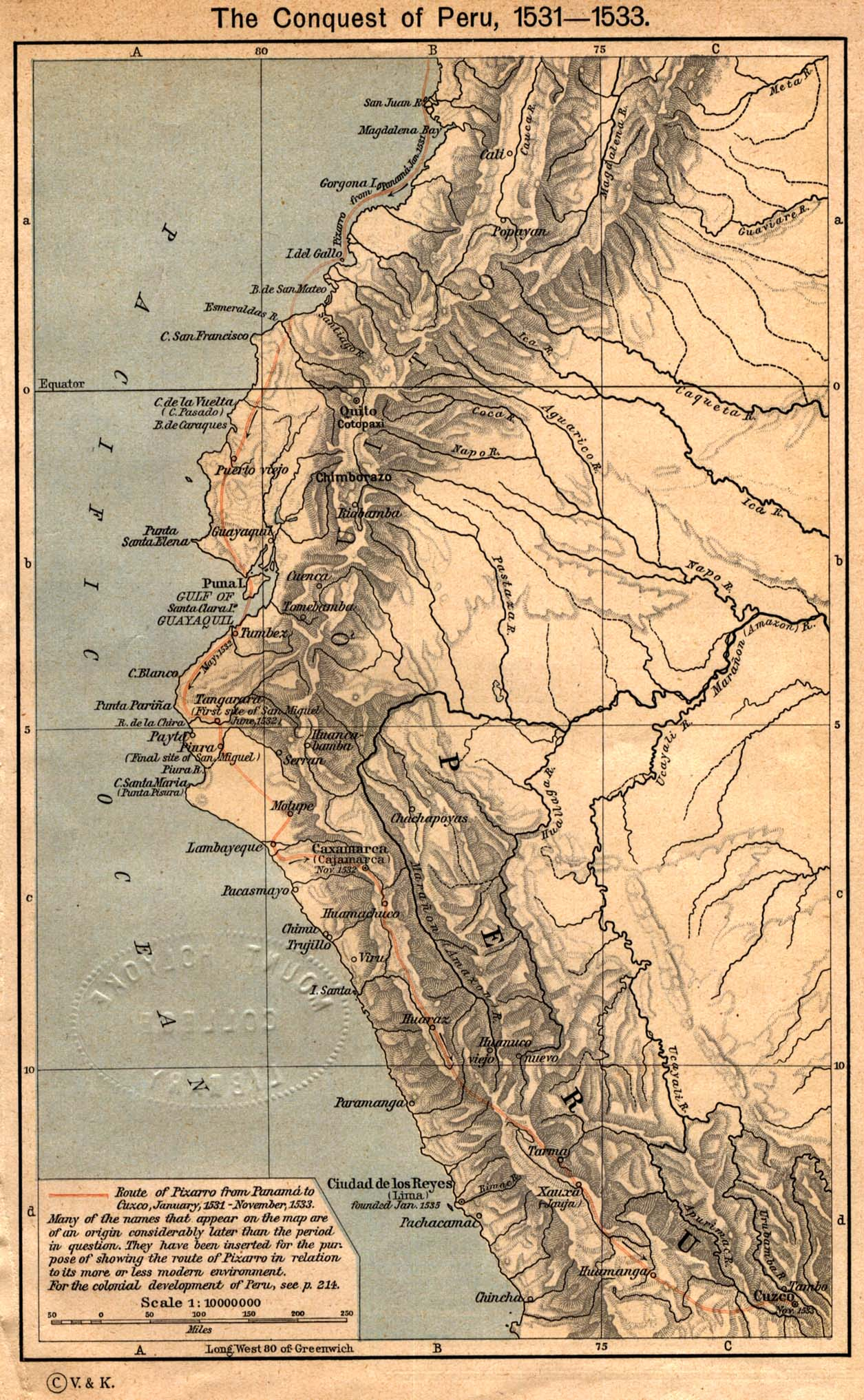
Percorso della spedizione della Conquista

La conquista dell'impero Inca o conquista del Perù è iniziata negli anni trenta del Cinquecento per mano degli avventurieri spagnoli, detti conquistadores, che con un colpo di mano riuscirono a cancellare un impero vasto e consolidato. Lo scontro decisivo, avvenuto nella piazza principale di Cajamarca, nell'attuale Perù, decise in poche ore di lotta la fine della dinastia Inca.

## Prime notizie sul Perù
Il primo conquistador che si accinse all'impresa fu Pascual de Andagoya. Munito di una patente ufficiale Andagoya partì, nel 1522, su una piccola nave e si diresse verso Sud, lungo le coste sconosciute dell'attuale Colombia. Aveva raggiunto un fiume, detto Birù dagli indigeni e questo nome, deformato in Perù sarebbe stato in seguito attribuito a tutto il territorio degli Inca.
Andagoya tornò nella colonia con uno scarso bottino e con la consapevolezza che le coste a sud di Panama erano ostili e inospitali. Tuttavia portava anche delle notizie raccolte in alcuni villaggi incontrati durante il suo viaggio. Queste voci narravano di un grande e ricchissimo regno posto più a Sud dove l'oro era diffuso e d'uso comune.

## Tre soci in azione

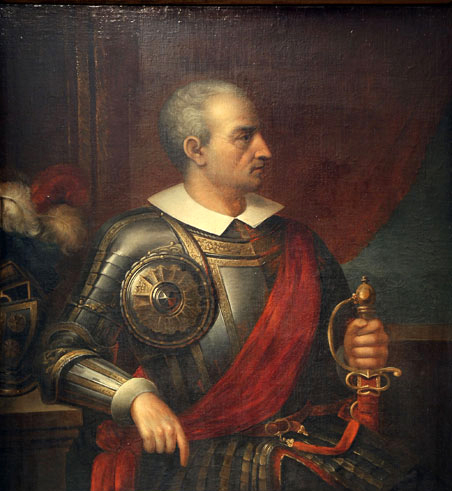
Diego de Almagro in un ritratto ad olio del Museo Nazionale di storia del Cile

Le voci su un regno dell'oro si sparsero ovviamente per tutta la colonia sollevando il sorriso ironico dei più. Non tutti erano però disposti ad accantonarle come semplici leggende. Tra questi erano Francisco Pizarro e con lui Diego de Almagro ed Hernando de Luque.

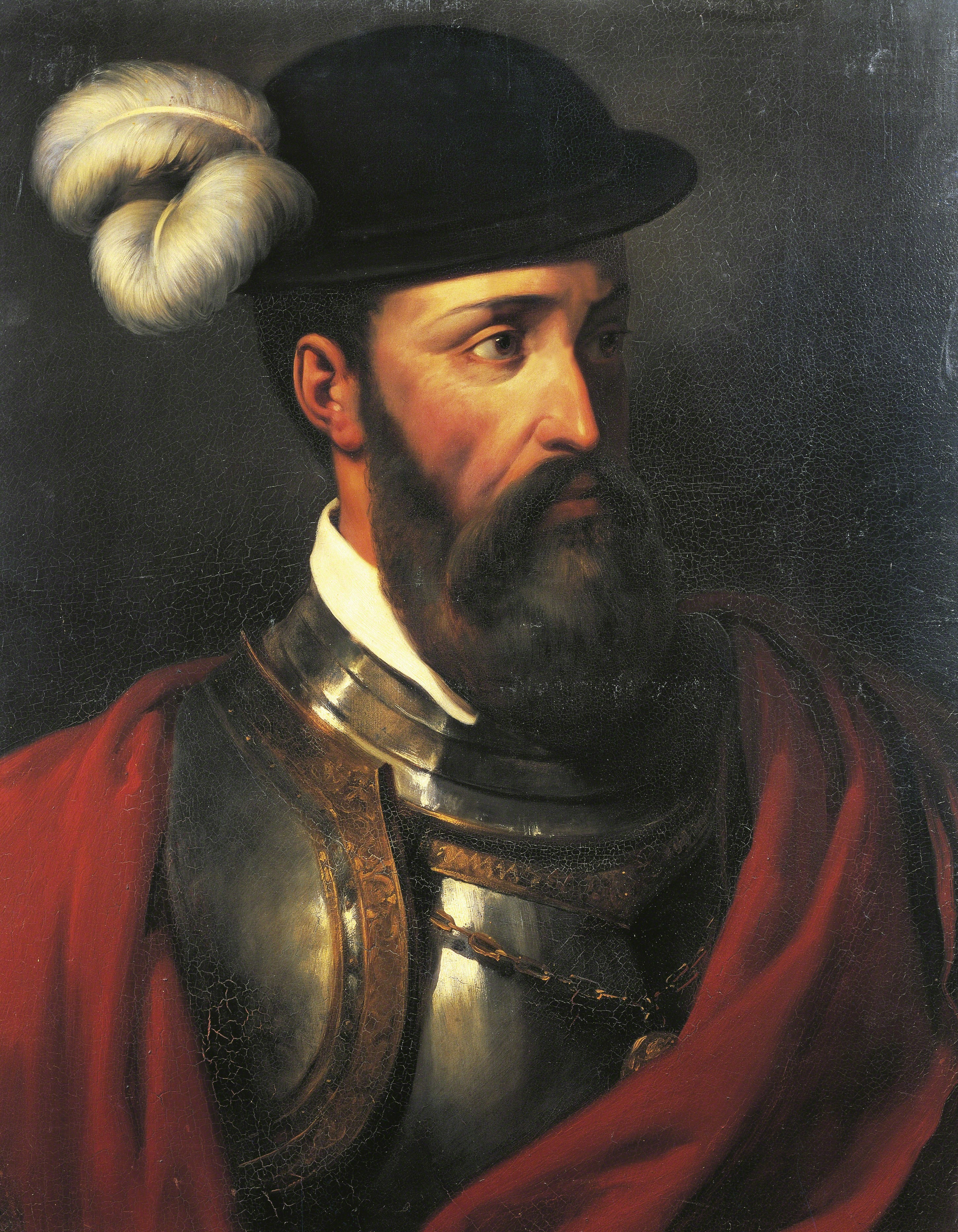
Francisco Pizarro.

L'identità di interessi favorì un'associazione tra avventurieri che decisero di consorziarsi per dare corpo alla spedizione.
Pizarro ne fu il comandante. L'avvio della spedizione avvenne nel novembre del 1524. Come convenuto la comandava Pizarro che si imbarcò, alla testa di cento uomini, su un solo vascello. Almagro doveva raggiungerlo con un'altra imbarcazione, al momento in riparazione. Avrebbe approfittato dell'attesa per reclutare quanti più uomini avesse potuto radunare a Panama.

## Viaggi esplorativi

### Primo viaggio
Pizarro giunse agevolmente all'imboccatura del fiume Birù che era il limite estremo raggiunto da Andagoya, e un'esplorazione sommaria del luogo lo convinse a proseguire.
I conquistadores impiegarono l'attesa per esplorare il territorio, acquitrinoso e malsano, ma non incontrarono anima viva e neppure trovarono alcunché per placare la fame.
Il ritorno era ormai l'unica via da seguire e seppure a malincuore, lo stesso Pizarro infine accondiscese. Temeva tuttavia l'ira di Pedrarias e giunto a Chicamá, nei pressi di Panama non si risolveva ad entrare in città. La ricchezza principale di una colonia era rappresentata, in quei tempi, dal numero di uomini e il governatore non avrebbe di certo gradito l'elevata perdita di tanti soldati. Mentre se ne stava titubante in attesa del da farsi, apparve la nave di Almagro che essa pure rientrava alla base. I due soci poterono riabbracciarsi e Almagro raccontò le sue peripezie.
Partito a sua volta da Panama aveva incontrato le stesse difficoltà del suo commilitone e lui pure, tormentato dalla fame, aveva cercato oro e provviste nel primo villaggio incontrato che risultò essere lo stesso in cui occorse la disfatta di Pizarro. Aveva subito a sua volta l'attacco degli indigeni, ma era riuscito a scacciarli nella foresta se pur a prezzo di alcune perdite, restando lui stesso ferito ad un occhio di cui avrebbe perduto, in seguito, l'uso. Era quindi tornato alla base preoccupato per la sorte dei compagni che non aveva incontrato, probabilmente per averli doppiati.

### Secondo viaggio
Almagro e Pizarro ripartirono nel 1526, questa volta insieme anche se su due navi distinte. Le vicende di questa spedizione non si discostarono molto da quelle della precedente.
Il governatore di Panama Pedro de los Rios armò due navi e le inviò alla ricerca del corpo di spedizione con l'ordine di imbarcare tutti i sopravvissuti. Al loro arrivo gli inviati del governatore vennero accolti da grida di giubilo, ma si scontrarono con l'ostinazione di Pizarro. Il maturo capitano non intendeva rinunciare all'impresa e si rifiutò di tornare. Con lui rimasero tredici animosi, altrettanto ostinati. Essi erano: Bartolomé Ruiz, Cristoval de Peralta, Pedro de Candia, Domingo de Solfana, Nicolas de Rivera, Francisco de Cuellar, Antonio de Molina, Pedro Alcon, Garcia de Jerez, Antonio de Carrion, Alonso Buceno, Martín de la Paz, Juan de la Torre. Sarebbero stati ricordati come "Los trece de la fama".

### Tumbes
Chiunque, di fronte a tali difficoltà avrebbe abbandonato l'impresa, ma Pizarro era ormai abbagliato dalle speranze di successo e decise di verificare le notizie che Ruiz aveva raccolto, alcuni mesi prima, dagli indigeni incontrati sulla zattera. Costoro avevano assicurato di provenire da una ricca città di nome Tumbez, situata più a Sud, e il capitano spagnolo fece arditamente dirigere la prora del vascello di soccorso in quella direzione.
Dopo venti giorni di navigazione la nave, entrando in una baia, si trovò, in effetti, di fronte ad una vera e propria città, dotata di templi e abitazioni in pietra. Si trattava di Tumbez. Gli Spagnoli non si erano ancora riavuti dalla sorpresa quando un nugolo di canoe si staccò dalla riva e andò incontro al battello. La situazione stava per diventare drammatica, ma gli indigeni non erano animati da intenzioni ostili ed anzi recarono provviste di ogni genere, composte da carichi di frutta, selvaggina e pesce appena pescato.
Si stabilirono presto dei rapporti amichevoli e un dignitario locale venne invitato a visitare il vascello. Gli Spagnoli non sapevano che si trattava di un rappresentante imperiale. Successivamente fu il loro turno di scendere a terra, cosa che fecero con molta circospezione inviando un soldato accompagnato da uno schiavo nero.
Al ritorno costui raccontò di aver visto dei templi lastricati d'oro e d'argento e, naturalmente, non venne creduto. Scese allora a terra uno degli avventurieri più capaci, Pedro de Candia, sulla cui avvedutezza tutti erano pronti a giurare, ma al suo ritorno anche lui confermò le impressioni di ricchezza che avevano abbagliato il semplice soldato. Gli Spagnoli sapevano di essere troppo pochi per poter tentare qualcosa e preferirono dissimulare la loro smania d'oro.  Approfittarono però dell'occasione per prendere nota delle fortificazioni e compirono anche una rapida incursione più a Sud restando impressionati dalla ricchezza manifesta della contrada. Al momento di lasciare Tumbez ottennero di portare con loro alcuni giovani locali, con l'intenzione di farne degli interpreti e, a loro volta, lasciarono nella cittadina tre volontari che si offrirono di restare ad attenderli.
Dopo circa diciotto mesi di assenza Pizarro rientrò infine a Panama. Portava con sé degli strani animali, delle stoffe finemente tessute e un ricco campionario di manufatti indigeni, oltre ad alcuni fanciulli ben più evoluti dei soliti indigeni selvaggi con cui gli abitanti di Panama erano abituati a trattare. Era sicuro di essere creduto quando avrebbe raccontato le meraviglie delle città di Tumbes, ma le sue illusioni ebbero breve durata.

## La «Capitulación» con la Corona

L'imperatore Carlo V ritratto da Tiziano

Gli insuccessi delle ultime spedizioni e, soprattutto le perdite subite senza ritorno in termini di profitto, avevano convinto i cittadini di Panama dell'illusorietà dei disegni di Pizarro e di Almagro e nessuno si lasciò ingannare da pochi oggetti di scarso valore.
Considerati ormai dei pazzi sognatori i tre soci, senza più denaro, non riuscirono a convincere nessuno a far loro credito e tanto meno il nuovo governatore a concedere l'autorizzazione per una nuova spedizione. In questo contesto non restava che una strada: l'appello diretto alla Corona, la sola autorità che avrebbe potuto scavalcare gli ordini di Pedro de los Rios. Occorreva però trovare del denaro e scegliere l'uomo adatto per rivolgersi al monarca. Almagro riuscì a raggranellare quasi duemila pesos tra i pochi amici disposti ad aiutarlo e Pizarro si offrì volontario. Le richieste da presentare a Corte furono meticolosamente convenute e, finalmente, Pizarro, accompagnato da Pedro de Candia si imbarcò alla volta della Spagna.
Appena giunto venne però arrestato per una storia di debiti insinuata da un antico governatore delle colonie e solo dopo un periodo di prigionia ottenne di essere ricevuto alla presenza di Carlo V d'Asburgo che allora teneva corte in Toledo. L'imperatore restò favorevolmente colpito dai racconti del rude soldato che gli esponeva le fatiche e le speranze dei suoi lontani sudditi d'oltremare e decise di accogliere le sue richieste. Non era estraneo alle sue decisioni il recente arrivo in Spagna di Hernán Cortés, il fortunato conquistatore del Messico che tornava carico d'oro.
Carlo V era in partenza per l'Italia, ma dette disposizioni perché venissero stesi degli accordi ufficiali per la conquista delle terre del Perù, come ormai veniva chiamato il territorio appena scoperto. La regina era autorizzata a rappresentarlo e i funzionari addetti avrebbero redatto l'atto definitivo. Pizarro era al settimo cielo, ma doveva fare ancora i conti con la mastodontica macchina burocratica della potenza iberica. Dopo mesi di attesa si era ancora ai preliminari e l'impaziente soldato decise di rivolgersi direttamente alla Regina Isabella. Costei era abituata a reggere le redini del governo durante le numerose assenze del marito e rispose di buona grazia all'invito. il suo intervento vinse le resistenze dei meticolosi funzionari e una "Capitulación" venne finalmente stesa.

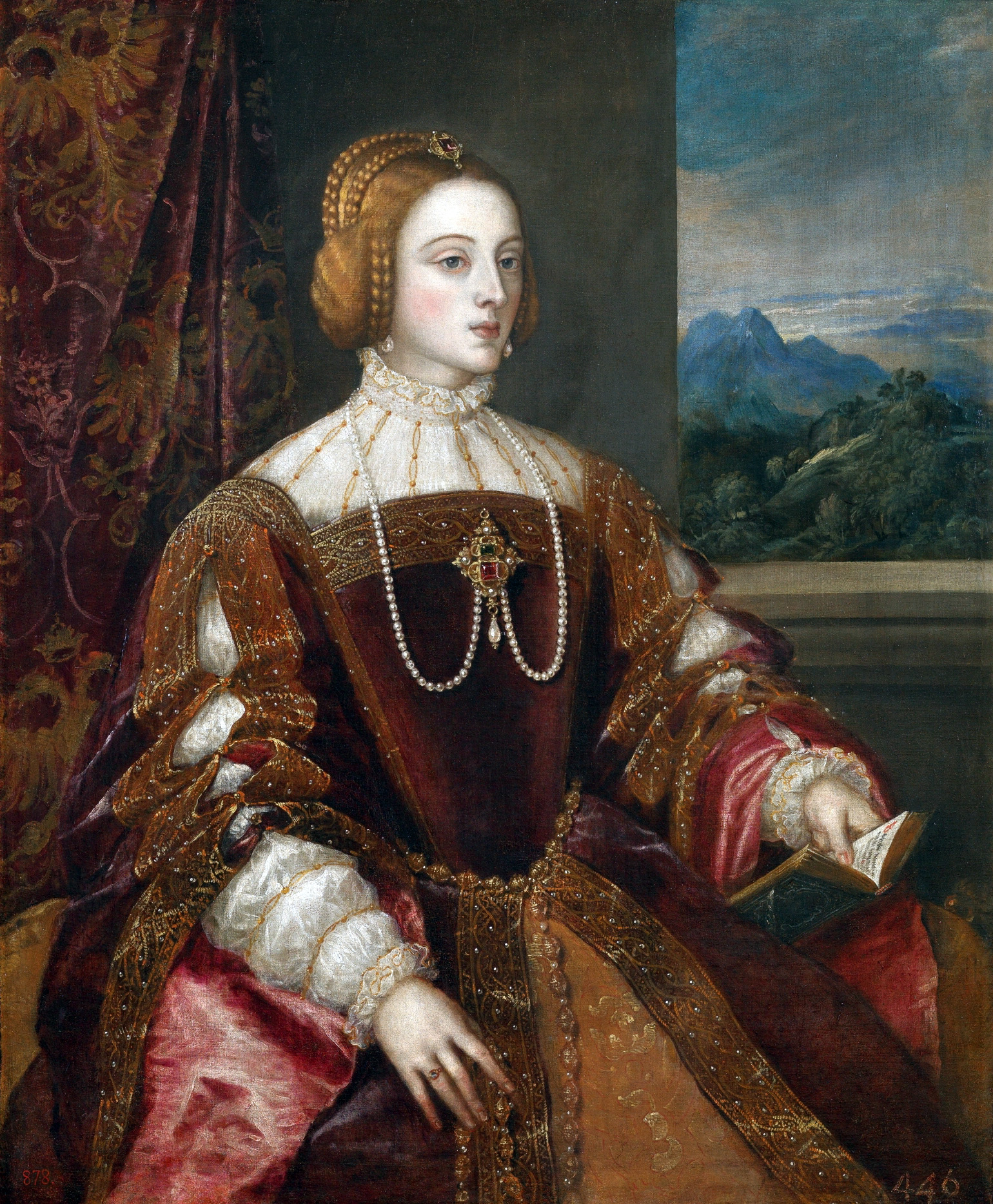
L'imperatrice Isabella in un ritratto di Tiziano

Pizarro aveva promesso di dividere equamente le cariche con i suoi soci, ma all'occasione si dimostrò fedifrago e sleale. Nominato governatore, otteneva che tutto il futuro potere fosse accentrato nella sua persona e il solo Luque riceveva quanto aveva richiesto. Si trattava di una nomina religiosa che ovviamente Pizarro non poteva domandare per sé. Almagro avrebbe dovuto essere nominato "adelantado", ma si ritrovò semplice comandante della futura fortezza di Tumbez. Anche il pilota Ruiz doveva rinunciare all'ambita carica di "alguacil mayor".  Le cariche onorifiche seguirono la stessa sorte. Pizarro ottenne per sé l'ingresso nell'Ordine di Santiago e un blasone di famiglia, gli altri suoi compagni, in specie  "los trece de la fama", si dovettero accontentare di una semplice patente di nobiltà: "que sean hidalgos los dellos que no son hidalgos...que sean caballeros los que son hidalgos"
Le condizioni reali con cui venivano regolati i diritti della spedizione prevedevano il possesso di duecento leghe a Sud del villaggio indio di Zamaquella. I conquistadores dovevano impegnarsi a propagare la fede cristiana e a rispettare gli indigeni. In cambio la Corona offriva cinquanta cavalli e le artiglierie necessarie e prometteva lauti stipendi per tutti i partecipanti. Questi stipendi, però, sarebbero stati pagati con le rendite future: "todos pajados de las rentas de la dicha tierra". Era la clausola classica con cui la Spagna promuoveva la conquista dei territori americani: nessun rischio per la madrepatria in caso di insuccesso.
Pizarro infine doveva anche arruolare ed equipaggiare centocinquanta uomini entro sei mesi e, una volta giunto a Panama, armarne altri cento. Queste condizioni erano imposte a pena di decadenza dell'accordo. Non erano clausole facili da rispettare e Pizarro si accorse di correre il serio rischio di non poter adempiere agli impegni.
Decise di tornare al suo paese natale di Trujillo per cercare dei volontari tra i suoi concittadini. Raccolse subito un'importante adesione tra i membri stessi della sua famiglia. Quattro fratelli risposero prontamente all'appello. Si trattava di Hernando, figlio legittimo del colonnello Gonzalo Pizarro e di altri tre, questa volta illegittimi come lo scopritore del Perù. Due erano i giovanissimi Juan e Gonzalo, l'ultimo era fratello di Francisco solo per parte di madre e si chiamava Martín de Alcantara. Allo scadere dei sei mesi le leve erano lungi dall'essere completate, ma l'astuto Hernando scovò uno stratagemma. Le navi presero il largo, il 19 gennaio del 1530, con quanti avevano già aderito e lui rimase ad attendere i messi governativi con un ultimo legno e pochi compagni sostenendo che il grosso della truppa era già partito.
Non fu necessario giungere a Panama per affrontare le prevedibili rimostranze di Almagro per la sleale distribuzione delle cariche. Quest'ultimo, assieme a Luque aveva traversato, per impazienza, l'istmo e si era portato ad attendere il suo socio a Nombre de Dios, il luogo abituale dello sbarco delle navi provenienti dalla Spagna. Com'era logico attendersi la sua indignazione assunse toni violenti, anche grazie all'intervento di Hernando Pizarro che si scontrò subito con l'animoso capitano. La società sembrava sul punto di sciogliersi, ma l'intervento di Luque permise di trovare un accomodamento. Pizarro avrebbe mantenuto la carica di governatore, ma avrebbe chiesto ufficialmente di rinunciare a quella di "adelantado" in favore di Almagro e questi avrebbe preso possesso di tutti i territori posti oltre la sua giurisdizione.
Con questi presupposti i tre soci rientrarono insieme a Panama per organizzare i preparativi della spedizione. La conquista dell'impero degli Inca stava per cominciare.

## La spedizione della conquista
Nel gennaio del 1531 la spedizione ufficiale prese finalmente il largo da Panama alla volta delle terre del Sud. La componevano meno di duecento uomini di cui solo trentasette muniti di cavalli. Altri rinforzi erano attesi e Pizarro era restio ad impegnarsi in un'azione di conquista vera e propria senza prima aver consolidato i suoi effettivi. Alcuni uomini, poi, non avevano ancora esperienza delle Indie e l'accorto comandante decise di farli impratichire nelle giungle tropicali prima di iniziare le operazioni.
La marcia, iniziata come un addestramento, si rivelò invece fruttuosa perché le truppe si imbatterono in un grosso villaggio che presero d'assalto. Al suo interno, conquistato con facilità, gli Spagnoli trovarono un vero e proprio bottino, sotto forma di oggetti d'oro e di numerosi smeraldi. Le navi vennero mandate indietro con il piccolo tesoro per stimolare altri avventurosi e gli uomini proseguirono a piedi. La contrada che attraversarono era però infetta e quasi tutti contrassero una sorta di infezione che si manifestava sotto forma di grosse verruche, dolorose e qualche volta mortali.
Mentre studiavano il da farsi vennero avvicinati da una schiera di canoe provenienti dall'isola di Puna. Si trattava di un popolo guerriero che si sapeva nemico di Tumbes e Pizarro decise di approfittare della loro offerta di amicizia ed accolse l'invito a trasferirsi sulla loro isola ritenuta più salubre delle lande che ora occupavano. Con circospezione venne effettuata la traversata e gli Spagnoli poterono infine godere di un periodo di riposo per guarire dalle fastidiose infezioni. I rinforzi, frattanto, arrivavano a piccoli gruppi. Trenta uomini a cavallo, su una barca comandata da Sebastián de Belalcázar si era unita loro quando erano ancora sulla terraferma. Ora giunse Hernando de Soto con un contingente ancor più numeroso, mentre avevano raggiunto la spedizione gli ufficiali governativi imposti dalla Corona e reclutati a Panama, unitamente ad alcuni religiosi.
Sull'isola la vita sarebbe trascorsa tranquilla se non fosse stato per l'arrivo dei tumbezini che saputo della presenza degli stranieri si erano precipitati al loro incontro. L'odio tra le due etnie era profondo e Pizarro non voleva scontentare i suoi ospiti, ma sapeva di aver bisogno degli abitanti di Tumbez per i suoi piani futuri e spregiudicatamente si diede a favorire i nuovi venuti. La tensione crebbe subito e gli Spagnoli decisero di approfittarne. Con la scusa di garantire la propria sicurezza arrestarono i capi dell'isola, riuniti in un concilio e li consegnarono ai tumbezini. Questi increduli per la buona occasione li trucidarono tutti e l'isola, inorridita, insorse come un sol uomo.
Gli Spagnoli fecero fronte e riuscirono a tener testa agli isolani, combattivi, ma seminudi, tuttavia compresero che la loro permanenza a La Puna doveva finire. Decisero quindi di approfittare delle offerte dei tumbezini e si apprestarono a sbarcare nella loro città. Le navi di de Soto e di Benalcázar non erano sufficienti a imbarcare tutti gli uomini, ma un buon numero di balse venne messo a loro disposizione dai solerti alleati e infine tutti furono per mare.

## Presa di possesso di Tumbes
Pizarro aveva un ottimo ricordo della città. I suoi abitanti si erano dimostrati cordiali ed ospitali quando si era presentato con una piccola nave e pochi compagni ed ora si aspettava un'accoglienza amichevole, tanto più che erano entrambi reduci da una guerra comune contro l'isola di Puna.
La sua sorpresa fu enorme quando la prima balsa che toccò terra venne attaccata e i suoi occupanti trucidati. Le navi non potevano intervenire per lo scarso fondale e le altre balse dovettero cavarsela da sole. Fu provvidenziale l'intervento di Hernando che, sbarcato in una zona isolata, rinvenne a cavallo sul luogo dell'attacco e mise in fuga gli aggressori.
Conquistata infine la spiaggia si poté effettuare lo sbarco e prendere possesso della città o almeno di quello che ne restava perché l'antica Tumbez era scomparsa. I ricchi templi ammirati da Pedro de Candia erano stati rasi al suolo e le case in pietra, che Pizarro aveva tanto decantato a Carlo V, erano anch'esse demolite e in rovina. Restavano soltanto delle macerie e tra esse nessun abitante.
Fu infine scovato un indigeno. Gli interpreti che lo interrogarono riferirono che secondo il suo racconto la città era stata assalita e distrutta dagli isolani di Puna che avevano trucidato o ridotto in schiavitù gli abitanti tranne pochi sopravvissuti si erano rifugiati tra i boschi. Richiesto dei due spagnoli che erano rimasti nella cittadina all'epoca della prima visita di Pizarro, riferì che erano morti entrambi. Uno era stato ucciso nella città stessa per aver insidiato delle donne, mentre l'altro era stato condotto al cospetto dell'Inca che era il signore del paese.
Pizarro rimase interdetto. Già i suoi uomini cominciavano a mormorare ricordando tutte le
descrizioni fatte a Panama sulle ricchezze di Tumbez, che invece si era rivelata solo un cumulo di rovine. Occorreva prendere l'iniziativa prima che lo scoramento si impadronisse delle truppe e il governatore, come ormai era chiamato l'"anziano avventuriero", decise di andare alla ricerca degli abitanti nascosti. Furono trovati al di là di un fiume schierati in assetto di guerra. Gli Spagnoli costruirono una zattera e, attraversato il corso d'acqua, li affrontarono avendone facilmente ragione. Il loro capo, Quillimassa, vistosi vinto, si sottomise cedendo le armi. Dietro suo ordine gli abitanti superstiti rientrarono nelle loro abitazioni mettendosi a disposizione degli invasori.

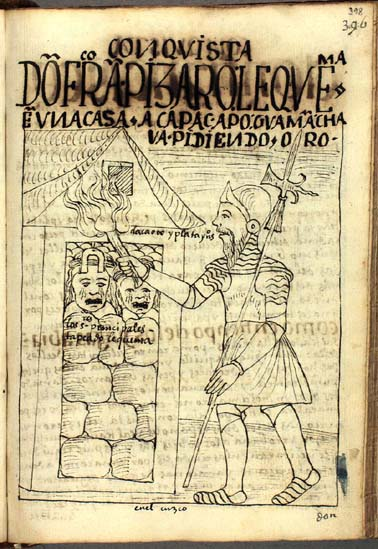
Indios al rogo (Guaman Poma de Ayala)

Gli Spagnoli ebbero allora cognizione della reale situazione del territorio in cui erano sbarcati. Come avevano già intuito, si trovavano alle prese con un impero organizzato che nulla aveva a vedere con le semplici e primitive comunità di indigeni con cui avevano, fino ad allora, avuto a che fare. Gli interrogati parlavano di una guerra civile in corso sulle montagne che sovrastavano il paese, ma i loro racconti erano vaghi e confusi ed andavano verificati.
Pizarro voleva avere una visione la più chiara possibile delle forze che si apprestava ad affrontare e in più attendeva dei rinforzi. Decise allora di prendere tempo e si diede a istituire una specie di colonia che avrebbe comunque potuto servire da testa di ponte in vista delle future operazioni. Nacque così il villaggio spagnolo di San Miguel, fondato il 29 settembre del 1531 nelle pianure del Piura. Aveva tutte le apparenze di una cittadina spagnola in miniatura. Fu dotata di una chiesa, di una fortezza e persino di un'aula del tribunale, dove operavano distinte istituzioni, ciascuna con i propri amministratori civili od ecclesiastici. Con quell'atto si intendeva dimostrare che la colonizzazione del paese aveva avuto inizio.
Per meglio avvalorare il possesso della contrada, Pizarro impose a tutti gli abitanti il rispetto delle leggi spagnole sollevando, ovviamente, un malcontento generalizzato che sfociò, in alcuni casi, in aperta ribellione. Gli Spagnoli non intendevano però sopportare delle azioni ostili e colpirono con spietata violenza. Alcuni capi dei villaggi più recalcitranti furono bruciati vivi, in analogia alla crudele pena riservata agli eretici e la loro atroce fine mise termine ad ogni resistenza.

## Guerra civile in corso tra gli Inca

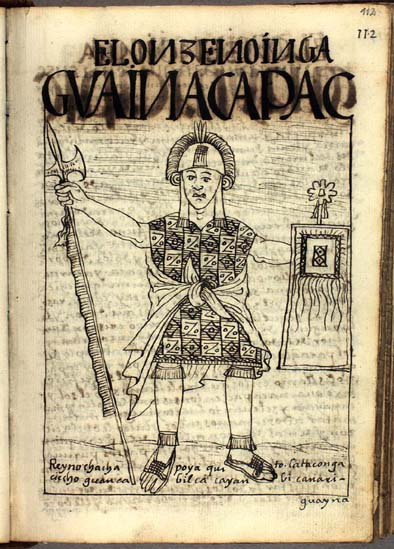
Ritratto di Huayna Cápac, opera di Felipe Guaman Poma de Ayala

Gli Spagnoli, mentre attendevano alle loro occupazioni coloniali, cercavano ansiosamente di conoscere le vicende che stavano accadendo da qualche parte, sulle maestose montagne che si profilavano all'orizzonte. Dall'esito di quegli avvenimenti dipendeva forse il futuro dell'impresa, ma non era facile comprendere la realtà di una guerra lontana né la natura dei protagonisti di quegli scontri. Gli indigeni che interrogavano avevano a loro volta delle nozioni confuse, trattandosi di personaggi insignificanti e, in più, alcuni parteggiavano per l'una o l'altra delle fazioni in lotta e fornivano racconti diversi a seconda delle loro simpatie.
Ma cosa stava accadendo realmente sulle Ande?
Tutto era cominciato qualche anno prima, probabilmente mentre Pizarro ed Almagro stavano esplorando le terribili giungle paludose a sud di Panama.
Intorno al 1525 era venuto a mancare Huayna Cápac, il sovrano assoluto dell'impero inca e, dopo pochi anni si era scatenata una lotta di successione tra due dei suoi figli. Uno di questi Huáscar era stato nominato suo successore e dalla capitale del regno, Cusco, aveva esercitato per alcuni anni il dominio assoluto. Era però capitato che un altro figlio prediletto da Huayna Capac, il principe Atahualpa avesse esercitato in quegli stessi anni un potere autonomo nella regione di Quito. Non sappiamo se questa situazione si sia prodotta per decisione dell'Inca defunto o per l'iniziativa dello stesso Atahuallpa, comunque è certo che, ad un dato momento, tra i due fratelli si giunse ad un punto di rottura.
Una lotta di successione alla morte di un sovrano era un fatto piuttosto abituale nella civiltà inca, dove la poligamia favoriva il crearsi di un numero elevato di potenziali eredi al trono. L'anomalia della situazione corrente era da ricercarsi piuttosto nella composizione delle forze che appoggiavano i due contendenti.

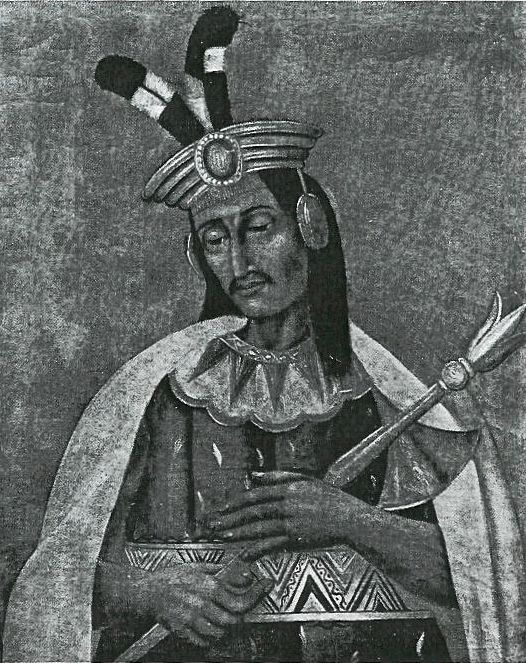
Ritratto di Huascar

Di solito, infatti, la lotta per il potere si svolgeva nell'entourage delle élite del Cuzco e coinvolgeva soltanto le famiglie più importanti dell'impero. Lo scontro avveniva senza esclusione di colpi, ma aveva un sapore, diremo noi, di congiura rinascimentale ed era, di solito, ignorato, almeno nei particolari, dalla stragrande maggioranza dei sudditi. Il vincitore, per precauzione si sbarazzava dei rivali, ancorché suoi fratelli, e da allora regnava indisturbato onorato e venerato da tutte le popolazioni che costituivano l'impero. Negli ultimi tempi due erano state, principalmente, le famiglie che si erano disputate il potere. Quella del Hatun ayllu e quella del Cápac ayllu facenti riferimento a due dei maggiori imperatori: rispettivamente al grande Pachacútec il fondatore dell'impero e a suo figlio Túpac Yupanqui.
Anche questa volta le due potenti famiglie erano scese in campo, ma lo scenario della lotta era mutato. Lo scontro non aveva avuto luogo, come di consuetudine, nel segreto dei palazzi del Cuzco, ma si era sviluppato in tutto il territorio dell'impero coinvolgendone anche le popolazioni.
Era accaduto che Atahuallpa, signore di Quito, aveva scatenato da lì la sua offensiva mettendosi a capo degli eserciti stanziali del Nord dell'impero che gli erano devoti fin dalla sua fanciullezza e aveva progressivamente invaso il territorio del Cuzco.
Huascar, che non aveva mai accettato la postura di indipendenza da parte del fratello, aveva probabilmente la responsabilità del conflitto per le sue iniziative minacciose ed aggressive, ma, in ogni caso, non poteva che accettare la sfida mettendo in campo gli eserciti a sua disposizione.

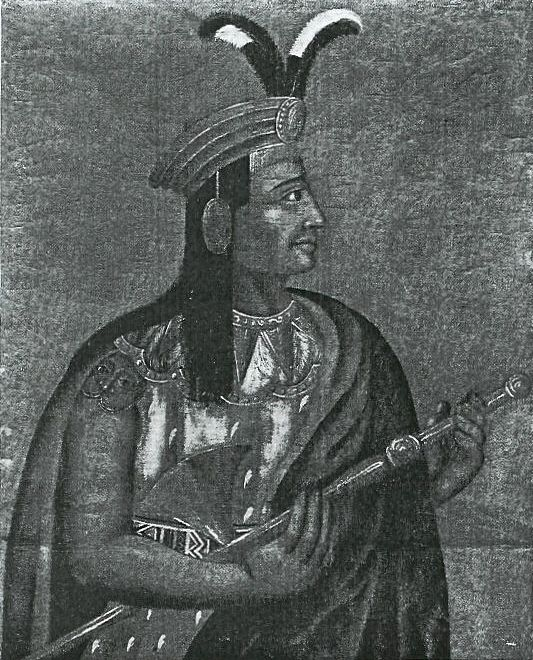
Ritratto di Atahuallpa, dipinto dal vivo da un soldato spagnolo

La guerra si era trascinata per alcuni anni devastando tutte le contrade che gli eserciti attraversavano e che più di una volta erano destinate a cambiare padrone. Ad ogni battaglia i morti si contavano a decine di migliaia e la desolazione seguiva gli scontri fratricidi.
I primi scontri si erano svolti nei territori di Quito ed avevano visto, dapprima, il successo di Huascar. Atahuallpa disponeva però di due generali particolarmente sperimentati, Quizquiz e Chalcochima e i due veterani avrebbero infine fatto la differenza.
Sotto la loro guida le armate di Quito avevano riportato vittoria su vittoria spostando il teatro delle operazioni nel territorio prospiciente al Cuzco. Ambato, Tumibamba e Bombon erano state le battaglie principali vinte dalle forze di Atahuallpa, ma ormai le armate si confrontavano davanti al Cuzco e si profilava lo scontro decisivo.
Proprio mentre gli Spagnoli attendevano alla fondazione di San Miguel, gli eserciti di Quizquiz avevano passato il grande fiume Apurimac e si preparavano a assalire le ultime forze di Huascar. La lotta finale per il possesso del Cuzco era cominciata.

## In viaggio sulle Ande
Pizarro aveva capito di dover intervenire nella contesa, se voleva guadagnare la fiducia di uno dei due contendenti. Per il momento questo era il suo obiettivo, salvo mirare più in alto se le circostanze glielo avessero permesso. Il primo dei due Inca in lotta a interessarsi degli Spagnoli fu Atahuallpa, ma anche il partito di Huascar non stette inoperoso. Il signore di Quito inviò una vera e propria ambasceria, soprattutto con lo scopo di raccogliere notizie sugli stranieri. Dal Cusco, invece, non giunse nessuno, in veste ufficiale, ma un personaggio, simpatizzante di Huascar, prese contatto con Pizarro cercando di interessarlo alla causa del suo signore. Due antichi cronisti ci hanno tramandato il suo nome: si tratta di Joan Anello Oliva e di Felipe Guaman Poma de Ayala. L'Inca in questione era Huaman Mallqui Topa.

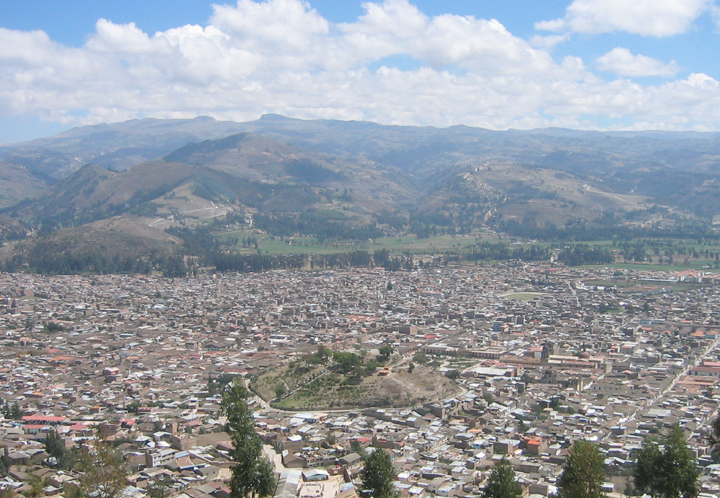
La vista che apparve agli Spagnoli, al loro arrivo a Cajamarca non doveva essere molto dissimile da quella che appare oggi al viaggiatore che per la prima volta contempla, dall'alto, la fisionomia della cittadina sede del fatale scontro con gli eserciti Inca

Non sappiamo a quale dei due rivali avesse deciso di appoggiarsi Pizarro. Forse propendeva per il regnante legittimo che secondo lui era il più probabile vincitore, ma di certo non aveva simpatie preconcette quando decise di scalare le Ande per andare ad incontrare Atahuallpa. Avrebbe studiato sul posto la situazione. A seconda delle circostanze avrebbe potuto offrire i suoi servigi all'Inca ribelle, come pure catturarlo per propiziarsi il suo antagonista. L'importante era entrare nella partita.
Il 24 settembre del 1532 una piccola brigata prese a salire i tormentati contrafforti andini. La componevano centodieci fanti e sessantasette cavalieri, una forza davvero esigua per conquistare un impero. La strada si snodava tra dirupi impressionanti e attraversava delle gole tenebrose dove un pugno d'uomini avrebbe potuto agevolmente ostacolare il cammino, ma di indios armati non si scorgeva il minimo accenno. Tormentati dal freddo intenso e preoccupati per la sorte dei cavalli, poco avezzi a percorrere sentieri da capre, gli Spagnoli procedevano con cautela, sempre più in ansia per lo strano comportamento di Atahuallpa e per niente tranquillizzati dai messaggi che questi, di tanto in tanto, faceva pervenire.
Raggiunsero comunque incolumi le creste che dominavano Cajamarca e poterono, infine, contemplare uno spettacolo insieme impressionante e pauroso. Nella vallata, poco discosto dalla cittadina, sorgeva l'accampamento dell'Inca. Era composto da una moltitudine di tende multicolori che potevano agevolmente ospitare parecchie decine di migliaia di uomini. Si trattava di un esercito disciplinato e meticolosamente organizzato che dava un'impressione di una forza e di una potenza insuperabili per l'esigua brigata che si era arditamente aperto il cammino fin lì.
La maggioranza dei soldati avrebbero voluto tornare sui loro passi, ma Pizarro, imperturbabile, comandò di scendere nella pianura cercando di ostentare quella sicurezza che era ben lungi dal provare. Se avevano potuto giungere fin lì, questo era il suo ragionamento, l'Inca aveva un suo particolare disegno che andava assecondato. Una fuga disordinata avrebbe scatenato solo un inseguimento da parte dell'esercito che li fronteggiava, con conseguenze del tutto immaginabili.
Era un venerdì di novembre del 1532 quando il piccolo esercito spagnolo si inoltrò in Cajamarca con tutte le bandiere spiegate.

## Cajamarca
Pizarro seguiva un piano preciso che aveva forgiato sugli insegnamenti di Hernán Cortés. Doveva allearsi ad Atahuallpa e, se possibile, impadronirsi della sua persona. Cominciò con l'inviargli un'ambasceria condotta da Hernando de Soto e successivamente rafforzata da suo fratello Hernando. Il drappello di cavalieri si portò alla presenza del sovrano e dovette confrontarsi con la sua maestà. Atahuallpa dapprima non li degnò di uno sguardo e trattò con loro solo a mezzo di intermediari. Infine accondiscese ad ascoltarli, sempre mostrando una distaccata indifferenza e offrì persino loro da bere. Non accettò il loro invito ad incontrarsi con il loro capo la sera stessa, ma assicurò che si sarebbe recato a fare loro visita all'indomani.
Su questa affermazione il colloquio si chiuse. Resta da notare un particolare interessante. De Soto, esperto cavaliere, aveva fatto caracollare il suo cavallo per impressionare il monarca, ma aveva spaventato soltanto una schiera delle sue truppe. Il sovrano era rimasto imperturbabile, ma, dopo la sua partenza, aveva fatto mettere a morte quei suoi pavidi soldati.
La notte trascorse, per gli Spagnoli, in assoluta insonnia, tormentati com'erano dai più foschi presagi. Pizarro invece, che alla vigilia di un'azione ritrovava tutta la sua audacia, preparò con cura il piano di attacco assieme ai suoi capitani.
All'indomani, quando già il giorno volgeva al tramonto, l'Inca apparve alla testa di un corteo multicolore. Lo accompagnavano giocondi e altri che non esercitavano la guerra mentre stranamente Atahuallpa aveva optato per presentarsi disarmato e, lasciando addirittura il suo esercito ad una certa distanza. Prima di entrare nella piazza di Cajamarca ebbe un ripensamento che fece fremere Pizarro, ma, sollecitato da uno spagnolo inviato a riceverlo, decise infine di presentarsi nella piazza principale. Come convenuto, gli Spagnoli si tenevano nascosti nelle case circostanti e solo un frate domenicano, Vicente de Valverde si avanzò a incontrarlo, accompagnato da un interprete.
Il frate era preparato a trattare con gli "infedeli" e, secondo le consuetudini dell'epoca e della sua nazione, pronunciò  il proclama ufficiale predisposto per quelle occasioni dai più fini giuristi spagnoli.

Si trattava del famoso "Requerimiento", in pratica un'intimazione a sottomettersi alla maestà del Re di Spagna e ad abbracciare la fede cristiana, pena l'assoggettamento cruento.
Ovviamente Atahuallpa non comprese il significato di quelle esortazioni, tranne il fatto che gli si domandava di rinunciare alla sua maestà imperiale. Indignato chiese da dove venivano quelle ingiunzioni e il frate, imperturbabile, gli mostrò la Bibbia. L'Inca, che non dimentichiamo non conosceva la scrittura, la prese in mano e la guardò con stupore, poi la portò all'orecchio come se si aspettasse di udire delle voci. Siccome dal libro non perveniva alcun suono, irato lo gettò per terra.
Era ora la volta del frate di dimostrarsi indignato e Valverde raccolse le Sacre Scritture abbandonando il colloquio, mentre Atahuallpa, sempre più alterato, gli gridava dietro di prepararsi a rendere conto di tutte le malefatte che i suoi avevano commesso dal momento del loro arrivo sulle sue terre.

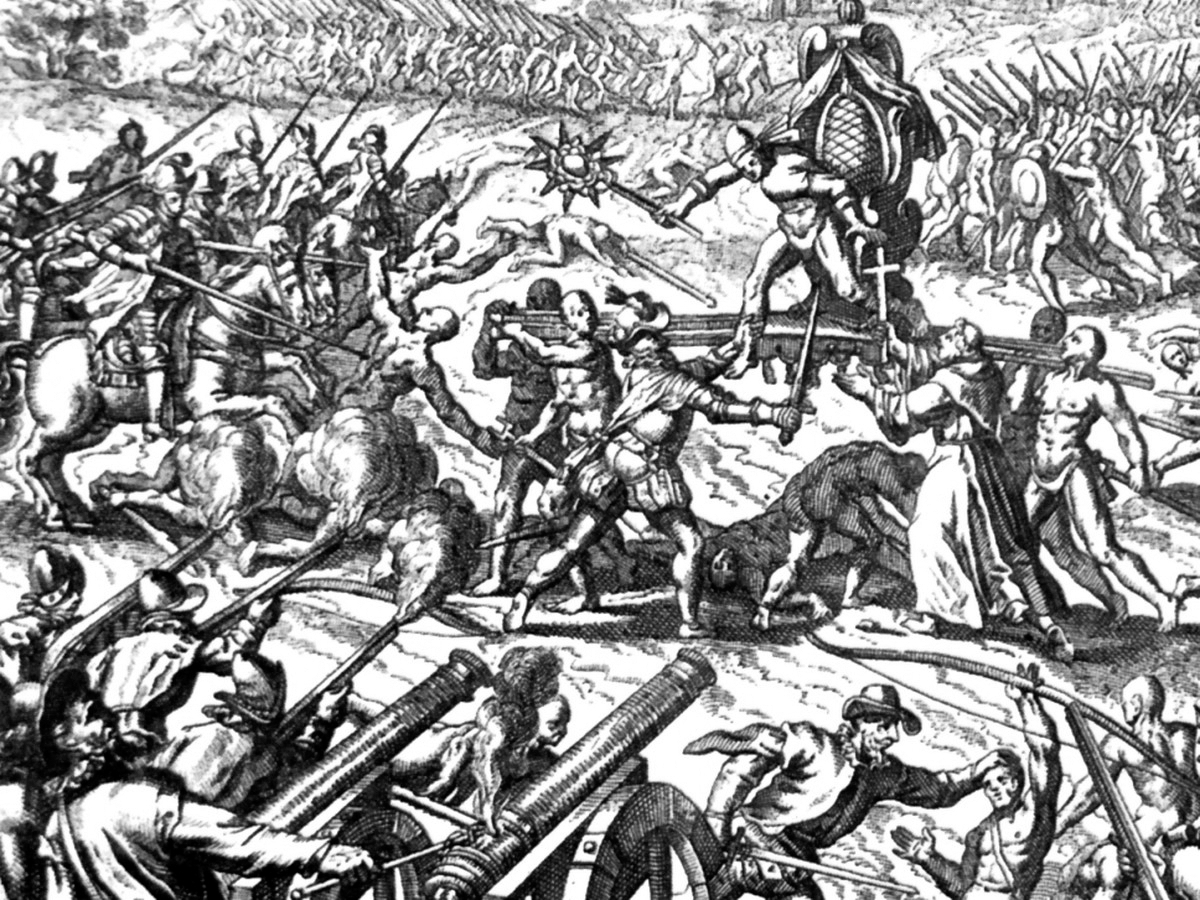
Riproduzione, su stampa, dello scontro di Cajamarca

Esistono contrastanti versioni sul resoconto che Valverde fece a Pizarro quando riguadagnò le linee protette. Secondo alcuni testimoni oculari manifestò la sua indignazione apostrofando Atahuallpa di «cane infedele» chiedendo, nel contempo, che si vendicasse l'offesa fatta ai testi sacri della religione cristiana. Secondo altri, sempre presenti ai fatti, si limitò a riferire che non era possibile giungere ad un accordo con l'Inca,  ostinato nei suoi errori. Pizarro comunque non aveva certo bisogno di essere incitato. Dalla sera precedente aveva preparato meticolosamente l'attacco ed ora passò senza indugi all'azione.
Il segnale venne dato dalle colubrine che Pedro de Candia aveva approntato. Il tuono delle bocche da fuoco fece scattare gli uomini in attesa e segnò l'inizio delle ostilità. I cavalli apparvero per primi e si scatenarono in una carica micidiale, subito seguiti dai fanti che mulinavano le loro affilate spade d'acciaio. Per gli Inca non vi fu scampo. Impreparati e disarmati non poterono opporre alcuna resistenza, limitandosi a stringersi attorno alla lettiga del loro sovrano per offrirgli una precaria protezione. Non si trattò di un vero scontro, ma piuttosto di una immensa carneficina. Ad un certo momento gli amerindi terrorizzati esercitarono una tale pressione su uno dei muri, che contornavano la piazza, da abbatterlo. La breccia sembrava permettere una via di salvezza, ma quanti si precipitarono, attraverso il varco, nella pianura circostante, furono inseguiti dalla cavalleria che continuò la strage.
Atahuallpa, frattanto, in piedi sulla sua lettiga, guardava esterrefatto l'eccidio dei suoi. I dignitari che sostenevano il palanchino imperiale si lasciavano trucidare senza abbandonare il loro signore e alcuni, con le braccia colpite, continuavano a sorreggerne le sponde con le spalle.
Pizarro, tralasciando lo scontro aveva concentrato la sua azione sull'Inca e, accompagnato da pochi soldati, si era precipitato su di lui. Voleva con ogni evidenza catturarlo vivo e per farlo, dovette frenare la furia dei suoi uomini, frapponendosi tra le loro spade e la persona del sovrano. Ricevette addirittura una ferita a una mano, ma riuscì nel suo intento e Atahuallpa, finalmente preso prigioniero, venne trasferito all'interno di una casa, ai bordi della mischia.
La strage, frattanto continuava e soltanto il calare della notte poté mettere fine alle uccisioni. L'esercito che, fuori di Cajamarca, stazionava in attesa fu preso alla sprovvista e, privo di ordini, preferì ripiegare senza combattere. Il suo comandante Rumiñahui, temendo di nuocere al suo signore, ormai prigioniero, portò le sue truppe fuori dalla portata degli Spagnoli, riguadagnando la regione di Quito in attesa di disposizioni.
Il numero dei morti tra gli Inca (quelli presenti erano dei giocolieri) fu impressionante. Le cronache dell'epoca non sono concordi, ma tutte parlano di parecchie migliaia. Gli Spagnoli accusarono solo un ferito: Francisco Pizarro, colpito per difendere l'Inca dalla furia dei suoi.

## Prigionia e morte di Atahuallpa
I resoconti lasciatici dagli Spagnoli e quelli in specie di Pedro Pizarro, che ebbe modo di intervistare il sovrano durante la sua prigionia, ci permettono di conoscere le forti emozioni che subì dopo i traumatici frangenti dello scontro sulla piazza di Cajamarca.
Una volta condotto nel chiuso di un'angusta abitazione, Atahuallpa aveva temuto per la sua vita. Ogni qualvolta un armigero si affacciava alla soglia della sua cella si irrigidiva nell'attesa di un colpo mortale, ma il tempo passava e nessuno gli arrecava offesa. Infine si presentò il capo di quegli uomini terribili e, per mezzo di un interprete, gli comunicò di prepararsi per godere insieme a lui di una semplice cena. L'Inca si sforzò di mantenere, per tutta la sera, un contegno il più dignitoso possibile rispondendo con poche parole ai molti interrogativi che gli venivano posti. Intanto studiava i suoi interlocutori.
Senza le armi sembravano degli uomini mortali eppure avevano fatto strage di migliaia dei suoi. Era però vero che si trattava di dignitari inermi e non dei soldati che l'Inca aveva incautamente lasciato a distanza, senza tener conto del parere dei suoi generali più avveduti.
Quante volte Atahuallpa si sarebbe rammaricato, allora e in seguito, di non aver seguito i loro consigli. Ruminahui, per esempio, che ora si trovava già prossimo a Quito gli aveva più volte raccomandato di assalire e distruggere gli stranieri lungo il cammino sulle Ande, ma lui, divorato dalla curiosità, aveva preferito farli arrivare al proprio cospetto.
Non si sentiva comunque interamente colpevole perché le spie che aveva inviato presso gli invasori li avevano dipinti come degli esseri strani, ma vulnerabili. Non avevano nulla di sacro: mangiavano e bevevano come tutti gli altri, usavano delle donne senza riguardo e, soprattutto, non compivano miracoli. Anche le loro armi non sembravano così micidiali. Avevano degli strani ed enormi animali, ma non erano delle bestie feroci, anzi sembravano assai docili con i loro padroni. Gli avevano anche parlato di bastoni che sputavano fuoco con un grande rumore, ma colpivano raramente il bersaglio ed erano più lenti a ricaricarsi di una buona fionda. Era impossibile per un Inca, sovrano supremo di tutto l'impero, poter concepire di essere vinto da un pugno di stranieri venuti dal mare, mentre si trovava contornato da uno dei suoi più potenti eserciti, nel mezzo del suo regno.
Eppure tutto questo era accaduto ed Atahuallpa comprese di dover affrontare la lotta più difficile di tutta la sua avventurosa esistenza, quella per la propria vita.

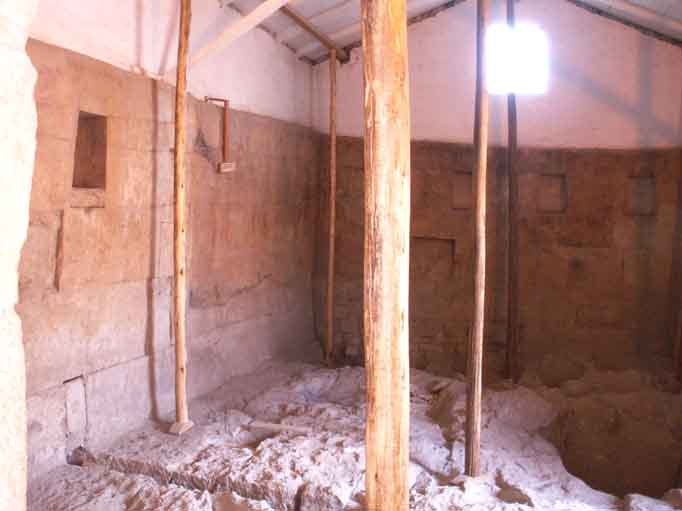
La stanza del riscatto di Atahuallpa a Cajamarca.
----
Questa stanza viene mostrata ai turisti di Cajamarca con l'assicurazione che si tratta di quella originale, anche se con ogni evidenza la costruzione che ospitò l'Inca è stata, da un pezzo, distrutta. Comunque la misura della camera in questione è assai vicina a quella della stanza del riscatto descritta dagli storici, così come la sua conformazione.

Nei giorni seguenti, passato il primo sconforto, cercò di trovare dei punti deboli nei propri nemici finché fu sicuro di averne individuato uno nella loro fame smodata d'oro. Per gli Inca quel minerale, anche se raro, non aveva valore di scambio. Nella loro economia solo la manodopera costituiva ricchezza e i metalli, fossero d'oro o d'argento, erano usati solo per le loro funzioni decorative, per lo più riservate agli oggetti del culto.
Atahuallpa affrontò pertanto la questione della sua liberazione chiedendo quale fosse il prezzo che doveva pagare per la sua vita. Pizarro, in verità, non aveva pensato ad un riscatto e stava ancora studiando come servirsi, per il meglio, del suo regale prigioniero. Più per condiscendenza che per altro lo lasciò proseguire nel suo ragionamento e gli chiese di fare lui stesso una offerta concreta. L'Inca, con ostentazione, dichiarò di essere pronto a riempire la stanza in cui si trovava di oggetti d'oro, fino all'altezza che poteva raggiungere con il braccio alzato e fece seguire la sua affermazione da un gesto inequivocabile, tracciando con la mano una linea sulla parete.
Tutti gli astanti lo fissarono increduli lasciandosi scappare un sorriso di ironia. Evidentemente la prigionia faceva male al sovrano Inca e gli procurava delle allucinazioni. Tuttavia, visto che l'Inca insisteva, stettero al gioco, forse pensando che, anche se avesse procurato solo una minima quantità d'oro, sarebbe stato meglio di niente. A scanso di equivoci Pizarro fece venire un notaio e venne stipulato un contratto in piena regola. Atahuallpa avrebbe riempito la stanza di oggetti d'oro, fino all'altezza della riga tracciata ad altezza d'uomo, più un'altra, più piccola, di manufatti d'argento. Gli oggetti non sarebbero stati rimossi o ridotti di volume. Solo se avesse rispettato tutte le clausole, entro il termine di due mesi, il prigioniero sarebbe stato liberato. Per tutto questo tempo era autorizzato a comunicare con i suoi sudditi per procurarsi il riscatto.
Quando pochi giorni dopo cominciarono ad arrivare i primi carichi d'oro gli Spagnoli dovettero ricredersi. Il riscatto totale continuava a sembrare spropositato, ma l'Inca cominciò ad essere guardato con un'altra luce. I rudi avventurieri che avrebbero meritato l'appellativo di conquistadores non erano abituati a riconoscere negli indigeni nemmeno una piccola parte della maestà che il loro prigioniero manifestava. La sua autorità presso i suoi sudditi era incredibile, così come il timore che i suoi ordini sprigionavano.

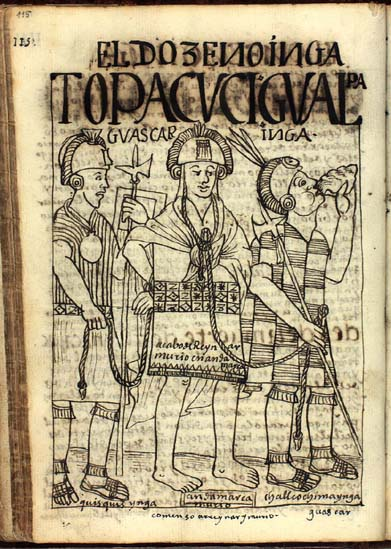
Huascar prigioniero tra Quizquiz e Chalcochima, generali di Atahuallpa

Atahuallpa, in attesa della raccolta dell'oro del riscatto, passava le sue interminabili giornate studiando gli usi dei suoi carcerieri. Era dotato di viva intelligenza ed apprese prontamente il gioco dei dadi e quello più difficile degli scacchi. Era interessato alla storia degli Spagnoli e non si sottrasse al confronto quando questi gli domandarono di quella del suo popolo. Solo sulla guerra recente era reticente e lo aveva dimostrato più di una volta evitando di parlare di suo fratello Huáscar. Tuttavia non aveva potuto sottrarsi alle richieste di precisazioni da parte di Pizarro che, appreso che l'Inca deposto era ancora vivo, gli aveva ingiunto di consegnarglielo. Il comandante spagnolo non sapeva che con questa richiesta aveva sancito la condanna a morte dell'ex sovrano.
La sconfitta di Huascar era avvenuta poco prima che gli Spagnoli giungessero a Cajamarca. Secondo le usanze degli Inca tutti i potenziali rivali del sovrano dovevano essere eliminati al momento della conquista del trono, ma questo barbaro costume riguardava, da sempre, soltanto i fratelli del sovrano o i membri delle più potenti famiglie imperiali. Questa volta però la contesa si era risolta con una vera e propria guerra e non già con una limitata congiura per cui le conseguenze furono terribili. Tutti i partigiani di Huascar, fatti prigionieri, vennero passati per le armi. La panaca Cápac ayllu che si era schierata contro Atahuallpa risultò interamente sterminata e persino la mummia del suo fondatore Túpac Yupanqui, profanata e distrutta.

Huascar, in particolare, dovette patire violenze ed oltraggi particolarmente efferati. Le sue mogli e i suoi figli vennero trucidati sotto i suoi occhi e lui stesso imprigionato, assieme alla madre e ad alcuni dignitari, messo a disposizione di Atahuallpa.
La raccolta del riscatto, frattanto, procedeva con sollecitudine, ma non abbastanza in fretta per l'Inca che, liberato dalla minaccia del fratello rivale, era ansioso di recuperare la sua libertà. Atahuallpa voleva, tra l'altro, dimostrare la sua buona fede e chiese a Pizarro di inviare dei suoi rappresentanti nei luoghi che, secondo lui, si dimostravano particolarmente recalcitranti a consegnare i tesori in loro possesso. Uno di questi era il Cusco, la capitale già di Huascar ora tenuta dal più prestigioso generale delle armate di Quito, il temibile Quizquiz. Muniti di un salvacondotto imperiale, tre spagnoli partirono per la città sacra degli Inca con l'incarico di sollecitare la consegna dell'oro.
Un altro drappello, comandato, questa volta personalmente da Hernando Pizarro si inoltrò invece alla volta del santuario di Pachacamac, il centro religioso più stimato dagli Inca, depositario di innumerevoli offerte da parte di tutte le ultime generazioni di imperatori. Mentre attendeva gli eventi, Atahuallpa pensò bene di regolare, in modo definitivo, la contesa con il deposto sovrano che le sue armate tenevano prigioniero.
In effetti, l'avvento degli Spagnoli aveva ravvivato le flebili speranze di salvezza del misero monarca che si era ingegnato di far giungere ai vincitori di Cajamarca richieste di aiuto e offerte di immensi tesori. I suoi messaggi non erano giunti a destinazione, perché intercettati dagli uomini del suo rancoroso fratello. Preoccupato da queste iniziative e timoroso delle possibili azioni dei suoi carcerieri, Atahuallpa aveva deciso di procedere alla sua eliminazione e, dietro suo ordine, Huáscar e tutti i suoi erano stati strangolati e gettati nel fiume Yanamayo, presso la città di Andamarca.

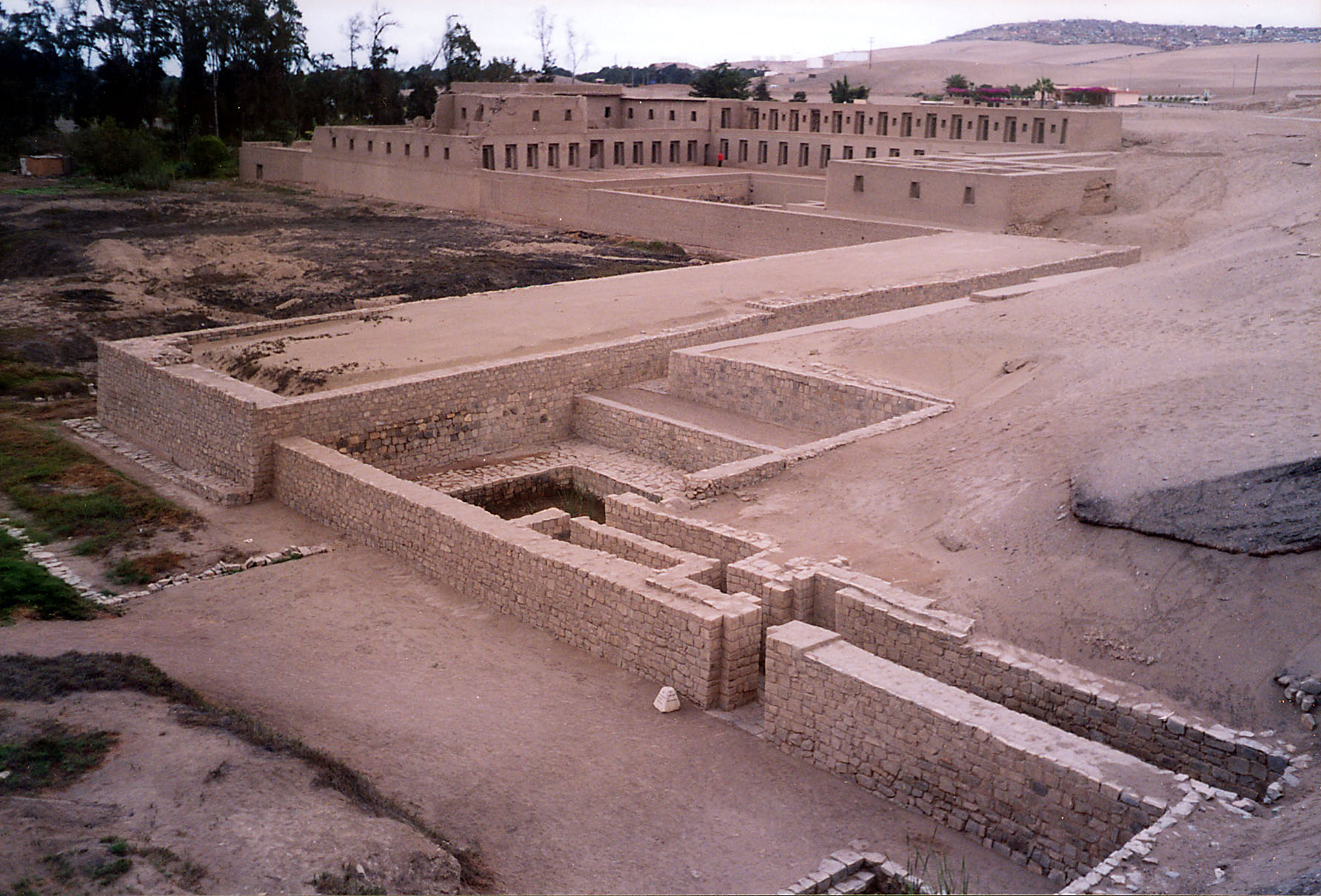
Il tempio di Pachacamac come si presenta oggi dopo la sua ristrutturazione.

Gli inviati al Cuzco erano infine tornati alla base di partenza carichi dell'oro che erano riusciti a estorcere al burbero Quizquiz, ricattato dal pericolo che sovrastava il suo signore. Poco dopo giunse anche la schiera che si era recata a Pachacamac. Tra la sorpresa generale Hernando entrò a Cajamarca portando con sé il prestigioso Chalcochima, il comandante in seconda degli eserciti di Atahuallpa. Era accaduto che gli Spagnoli, durante la loro missione, si erano incontrati con l'esercito comandato dal prestigioso generale e, sotto la minaccia di recare danno all'Inca prigioniero, avevano ottenuto lo scioglimento delle armate inca e la reddizione del loro condottiero che, seppur a malincuore, aveva accettato di seguirli a Cajamarca.
L'incontro tra l'anziano guerriero e il suo signore era stato drammatico. Chalcochima si era presentato umilmente con un fardello sulle spalle e l'Inca non lo aveva degnato di uno sguardo. Il generale si era profuso in scuse lamentando che, se fosse stato presente, la disfatta delle forze imperiali non sarebbe avvenuta, poi, ad un cenno di Atahuallpa si era ritirato con le lacrime agli occhi.
Questa ulteriore manifestazione di maestà, seppur ammirabile, aveva accresciuto le preoccupazioni degli Spagnoli nei confronti del sovrano inca. L'oro del riscatto era ormai quasi del tutto acquisito ed erano molti a domandarsi se poteva essere liberato un personaggio che dimostrava un potere così assoluto presso i suoi sudditi. Una volta raggiunta la libertà di movimento, Atahuallpa non avrebbe utilizzato la sua indiscussa autorità per cercare una vendetta contro chi lo aveva proditoriamente catturato?
Gli Spagnoli occupavano soltanto una piccola porzione dell'impero e grandi eserciti si frapponevano tra loro e il Cuzco. Che cosa sarebbe accaduto se l'Inca fosse tornato alla testa delle sue armate? Questi interrogativi agitavano gli animi dei soldati, sempre meno disposti a rischiare, quanto più l'oro accumulato garantiva loro uno splendido futuro. Vi erano alcuni, i migliori di loro, che insistevano, è vero, sull'importanza della parola data e sul senso dell'onore, ma costoro erano una minoranza che diventava ogni giorno più esigua.  Pizarro era combattuto tra le due opposte tendenze. L'arrivo di rinforzi, condotti da Almagro che erano giunti in quei giorni, garantivano una più sicura permanenza, ma il pericolo era reale. Per contro, il mancato rispetto dei patti ufficialmente concordati avrebbe potuto essere punito duramente dalla Corona e lui sarebbe stato il capro espiatorio.
Pizarro era il governatore, ma a Cajamarca erano presenti anche i rappresentanti di due altri poteri. Riquelme, il tesoriere imperiale, a nome della Corona premeva per la soppressione di Atahuallpa e Valverde, il più autorevole esponente religioso, lo appoggiava senza remore. Vi era però anche de Soto che si opponeva con forza a decisioni contrarie al senso dell'onore e che minacciava denunce ai reali di Spagna.

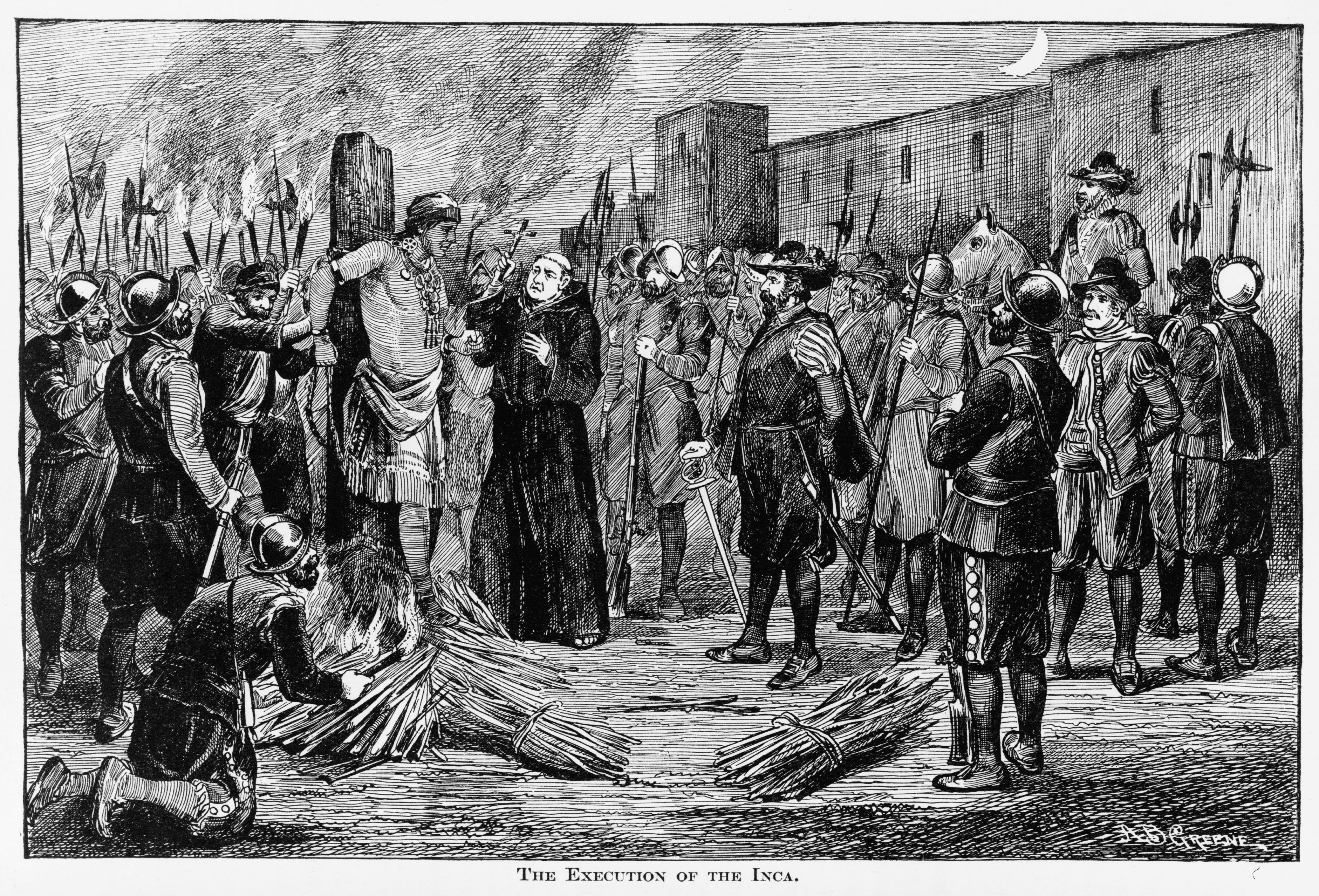
Esecuzione dell'Inca Atahuallpa nella piazza di Cajamarca

Si pensò, per il momento, di procedere alla ripartizione del riscatto. Ne derivò una cifra enorme per l'epoca, qualcosa come 80 metri cubi solo di oro. Il valore, in valuta odierna è difficilmente valutabile, ma non dovrebbe essere molto discosto da circa 25 miliardi di Euro, alla quotazione attuale.
Atahuallpa venne sciolto dalla sua promessa, ma per ragioni di sicurezza, venne addirittura messo ai ceppi, mentre voci di una prossima insurrezione agitavano le truppe. Hernando de Soto si offrì di andare a verificare se esistevano assembramenti di truppe, ma la sua fu una mossa infelice, perché, appena si fu allontanato, il partito contrario al monarca riuscì a imporre la sua volontà, anche approfittando della partenza di Hernando Pizarro, un altro dei cavalieri favorevoli all'Inca, che era stato inviato in Spagna con il quinto di spettanza della Corona.
Quando de Soto fu di ritorno, con la notizia dell'inconsistenza delle voci allarmistiche, il destino di Atahuallpa era ormai compiuto. Il 26 luglio 1533, il Signore degli Inca era stato giustiziato nella piazza di Cajamarca. Avrebbe dovuto essere arso vivo come eretico, ma, in considerazione della sua adesione in extremis al cristianesimo, venne sottoposto al "garrote". Resta ovviamente da verificare la spontaneità della sua conversione alla fede cattolica, soprattutto considerando che la sua stirpe aborriva la consunzione del corpo che, secondo le credenze incaiche, avrebbe impedito la conquista dell'immortalità ultraterrena.

## La presa del Cuzco
La morte di Atahuallpa rischiava di far precipitare l'impero nel caos. Questo era esattamente ciò che voleva evitare Pizarro, ma non era facile evitare lo sgretolamento delle strutture nella fase di confusione generalizzata che percorreva tutto il territorio andino. L'intera regione era stata lacerata dalla guerra civile e il sud dell'impero era ancora strangolato da eserciti di occupazione. Al Nord gli Spagnoli si apprestavano a marciare verso Sud dopo aver addirittura ucciso l'Inca supremo e le popolazioni delle varie contrade poste tra le due formazioni cercavano di approfittare della congiuntura per sottrarsi al dominio degli Inca, contando per questo sull'aiuto degli stranieri.
.
Pizarro comunque aveva bisogno di un nuovo sovrano da manipolare a suo piacimento, nella speranza che frenasse la ribellione in atto. il nuovo Inca fu trovato tra i fratelli di Atahuallpa fedeli a Huascar. Si trattava di Tupac Huallpa, un giovane principe del Cuzco che si era rifugiato tra gli Spagnoli. Dopo aver osservato i riti prescritti e con tutta la pompa ufficiale prevista dai suoi congeneri, venne incoronato alla presenza di Pizarro e degli altri ufficiali schierati. Venne però introdotta una variante alla cerimonia. Il nuovo Sapa Inca si inchinò tre volte davanti alla bandiera spagnola in segno di sottomissione.

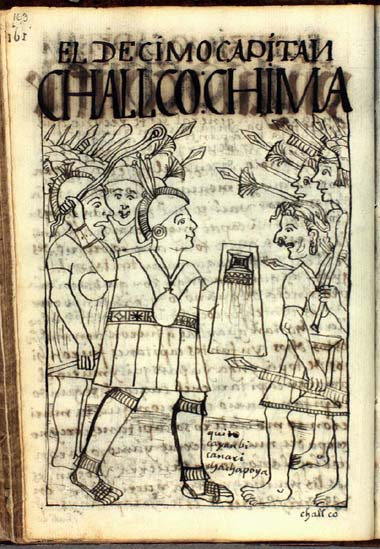
Il generale Chalcochima in guerra

Esperite queste formalità, il piccolo esercito di Spagnoli prese finalmente la strada per il Cuzco. La via era irta di pericoli e si temeva un attacco da parte di Quizquiz, certamente intenzionato a vendicare il suo signore per cui Pizarro inviò Guaratico, un principe inca a lui fedele in avanscoperta con il compito, in particolare, di ripristinare i ponti manomessi.
Costui venne immediatamente ucciso, mentre scontri sempre più frequenti infastidivano la marcia. Quizquiz aveva scelto la tattica della terra bruciata e tutti i villaggi risultavano spogli e desolati. Tuttavia numerosi abitanti si prestavano di buon grado ad aiutare gli stranieri che potevano così contare su una multitudine di truppe ausiliarie e di utilissimi portatori.
Pizarro, dal canto suo, cercava di attirare il nemico in uno scontro frontale, ma ormai disperava dell'occasione, quando alcuni informatori indigeni, a lui fedeli, gli comunicarono che considerevoli forze nemiche erano attestate a Jauja intenti a bruciare l'importante cittadina. Gli Spagnoli partirono al galoppo, lasciando indietro i fanti con le salmerie e, a mezzo di marce forzate, riuscirono a sorprendere gli uomini di Quizquiz attardati nei pressi della cinta urbana. Ne seguì un massacro che galvanizzò i soldati iberici e i loro alleati e insegnò a Quizquiz che i cavalli erano invincibili in pianura.
Quando arrivò il resto della truppa, venne deciso di costituire un presidio nella città conquistata e ne venne affidato il comando al tesoriere Riquelme. Proprio nel nuovo insediamento avvenne la morte di Tupac Huallpa, l'Inca fantoccio su cui riposavano le speranze di pace di Pizarro. Il giovane sovrano era già malato quando era stato eletto al potere supremo, ma tra la truppa corse la voce che era stato avvelenato da Chalcochima, il generale fedele ad Atahuallpa che seguiva prigioniero la spedizione. L'anziano guerriero era già stato oggetto di forti sospetti, per la condotta delle forze di Quizquiz che si pensava fossero da lui istruite in qualche maniera, ma nulla gli venne contestato ufficialmente, almeno per il momento.
Dopo pochi giorni il piccolo esercito riprese la marcia in direzione della capitale degli Inca. De Soto procedeva all'avanguardia con ordini di osservare un'estrema cautela, ma la sua giovane età e il desiderio di distinguersi dovevano indurlo a un'azione avventata. Scontratosi con un contingente nemico lo aveva messo in fuga e, sconsideratamente, lo aveva inseguito su un territorio sconosciuto sulle pendici di un colle. Ottomila indigeni erano piombati addosso al suo drappello che si era salvato solo con la fuga. L'azione era però stata disastrosa per gli Spagnoli perché cinque di loro mancavano all'appello e tutti gli altri lamentavano serie ferite. Anche diciotto cavalli portavano i segni dello scontro e si trascinavano sanguinanti e malconci.
L'arrivo di Almagro, inviato in soccorso, aveva capovolto la situazione permettendo il ricongiungimento di tutte le forze spagnole a Jaquijuana dove si tenne un consiglio dei capitani. Tutti furono concordi nel giudicare Chalcochima responsabile degli ultimi avvenimenti. Il prestigioso generale era stato tenuto in vita nella speranza che favorisse un atteggiamento remissivo delle forze di Quito, ma, evidentemente, la sua personalità era aliena da compromessi e stimolava invece le azioni più ostili. La sua morte venne decretata all'unanimità e la sentenza immediatamente eseguita.
Il prestigioso condottiero fu, fino all'ultimo, all'altezza della sua fama. Respinse sdegnosamente l'offerta di farsi cristiano e affrontò il rogo invocando Pachacamac, la sua divinità. Le sue ultime grida furono rivolte a Quizquiz per una richiesta di pronta vendetta.
Il giorno dopo comparve un personaggio che avrebbe avuto un ruolo determinante nei successivi avvenimenti. Si trattava di Manco, un principe peruviano, figlio legittimo di Huayna Cápac e fratello di Atahualpa e di Huáscar. Nella guerra civile aveva parteggiato per la fazione del Cusco e, alla vittoria delle genti di Quito aveva abbandonato la regione per salvarsi la vita. Aveva avuto notizia dell'arrivo di un gruppo di stranieri, che avevano catturato ed ucciso il suo mortale nemico Atahuallpa, ed era venuto ad offrire i suoi servigi.
Manco fu bene accolto e Pizarro accarezzò il disegno di sostituirlo al defunto Tupac Huallpa, ma, per il momento occorreva pensare alla conquista del Cuzco che Quizquiz si ostinava a difendere. Il principe peruviano aveva denunciato il pericolo di un imminente incendio della capitale, per rappresaglia e Pizarro inviò due capitani con quaranta cavalieri in avanscoperta. Come giunsero in vista della città, costoro videro, effettivamente, delle volute di fumo che si innalzavano dai tetti. Nello stesso tempo scorsero anche un nugolo di nemici e d'istinto li caricarono con impeto, trascinando nell'assalto anche la moltitudine di indigeni ausiliari che li accompagnavano.
La loro azione rischiò di tramutarsi in un disastro perché si erano scontrati proprio con la truppa scelta di Quizquiz. Il suo nome fu sufficiente a provocare il terrore nelle truppe ausiliarie degli Spagnoli che si strinsero impaurite ai loro padroni ostacolandone i movimenti, proprio mentre Quizquiz si lanciava all'attacco. Nella mischia che seguì gli Spagnoli ebbero i primi feriti e stimarono di non poter reggere lo scontro. Riuscirono a districarsi e si diedero alla fuga, convinti di essere seguiti e fatti a pezzi, ma stranamente furono lasciati fuggire. Era accaduto che Quizquiz, reso accorto dalla superiorità dei cavalli in campo aperto, aveva temuto uno stratagemma per fargli rompere le file e si era attestato sulle sue posizioni, perdendo così l'occasione per cogliere uno strepitoso successo.
Con quest'ultima azione Quizquiz chiuse l'operazione di difesa del Cuzco. Aveva ritenuto indifendibile la capitale degli Inca e non volle farsi intrappolare in un assedio dall'esito scontato. La sua tattica presupponeva la mobilità dei suoi eserciti e l'avveduto generale portò le sue truppe fuori dalla portata delle cariche di cavalleria inoltrandosi nei territori montani dove fiumi profondi e gole scoscese rendevano nullo il vantaggio delle truppe montate.
Il 15 novembre del 1533 i primi cavalieri entrarono nella città indifesa prendendo posizione nella piazza principale. La campagna del Cuzco era terminata.

## Conquista di Quito
Una volta insediati nella capitale dell'impero incaico, gli Spagnoli diedero inizio alle abituali pratiche di trasformazione dei territori conquistati in uno stato coloniale. La situazione richiedeva però opportune cautele. Il territorio era vastissimo ed assai popolato. Per lo più era inesplorato e ben lungi dall'essere sottomesso. Delle forze ostili organizzate, quali gli eserciti di Quizquiz e di Rumiñahui continuavano ad operare indisturbate e le strutture dell'impero erano in rapido dissolvimento. Pizarro pensò di salvaguardare l'unità dell'antico regno andino per meglio controllarlo e, allo scopo, ripristinò l'autorità dell'Inca supremo, investendo Manco del potere assoluto. Con il nome di Manco Capac il giovane principe occupò il trono dei suoi avi, ma sotto la potente tutela del padrone spagnolo a cui doveva tanto onore.
Occorreva poi regolare la questione con Quizquiz che, a poche leghe dal Cuzco, minacciava i collegamenti, ma ogni iniziativa al riguardo naufragò senza appello per l'ottima condotta strategica del generale quiteño. Fu Quizquiz, infine, ad abbandonare la regione per dirigersi nelle sue terre d'origine. Vi rientrò, in effetti, dopo una marcia epica attraverso territori ostili, inseguito ed attaccato costantemente da nemici implacabili. La sua fu un'operazione ammirevole, condotta con un senso militare e logistico di tutto rispetto che gli permise di mettere in salvo parecchie decine di migliaia di uomini, mantenendoli compatti ed in armi, attraverso traversie di ogni specie.
Quando Quizquiz giunse, infine, nel territorio di Quito, la situazione che gli si presentò era ben differente da quella che si aspettava di trovare. Il territorio era occupato da diverse forze organizzate. Era accaduto che Rumiñahui, fuggito da Cajamarca al momento della cattura di Atahuallpa, si era ritagliato un potere autonomo nella regione.

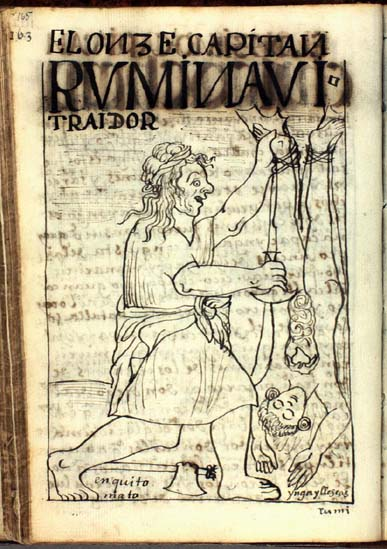
Ruminahui dissacra il corpo di Illescas.

Per farlo aveva soppresso tutti gli eventuali pretendenti al trono e in specie un fratello di Atahuallpa, di nome Quilliscacha, trascritto come Illescas dai cronisti spagnoli. Questi era stato attirato assieme a tutti i suoi parenti in un banchetto e, al termine della festa, era stato giustiziato al pari degli altri. Per sommo spregio e per meglio ribadire il potere di Ruminahui, il suo corpo era stato sconsacrato, ovvero era stato scorticato e con la sua pelle era stato fatto un tamburo, conservandone però la testa e le braccia, in modo che sembrasse che fosse lui stesso a suonare lo strumento costituito dal suo corpo.
Da allora il nuovo sovrano di Quito si era adoperato per respingere l'attacco degli Spagnoli che sapeva imminente, imitato in ciò da un altro capo locale, Zope-Zopahua, che aveva approfittato della confusione per rendersi indipendente. Le loro opere difensive erano quanto mai opportune perché sul loro territorio stavano convergendo diverse armate spagnole.
Alla notizia della conquista del Perù un altro famoso conquistador, Pedro de Alvarado, il luogotenente di Hernán Cortés, era partito dal Guatemala per le terre del Sud. Non volendo invadere la giurisdizione di Pizarro, era sbarcato a Porto Viejo ed aveva tentato la scalata degli scoscesi versanti che sovrastavano la costa. Aveva perso ottantacinque uomini nell'impresa e sacrificato migliaia di indigeni, ma, infine, era riuscito a raggiungere gli altopiani dell'Ecuador.
La sua avventura non era però passata inavvertita e Pizarro aveva inviato Almagro a rivendicare i comuni diritti sulle terre loro attribuite dalla corona. Prima dell'arrivo di entrambi un altro conquistador era però partito alla volta di Quito. Si trattava di Sebastián de Belalcázar che, insofferente della tenenza di San Miguel, aveva deciso di tentare la conquista per proprio conto. Benalcazar era giunto per primo ed aveva dovuto affrontare gli eserciti di Ruminahui che gli avevano conteso, palmo a palmo, il cammino.
La regione di Riobamba, il fiume Ambato, la gola di Pancallo e il pendio di Latacunga avevano segnato l'avanzata degli Spagnoli con scontri durissimi che avevano cagionato innumerevoli perdite e dimostrato il valore dei guerrieri di Ruminahui. Gli Spagnoli, di per sé superiori per l'armamento e i cavalli, avevano anche l'appoggio delle tribù dei Cañari e, seppur lentamente, si erano aperto il cammino fino a Quito che avevano trovato incendiata. Ruminahui aveva preferito infatti perdere la propria capitale piuttosto che lasciarla in mano ai nemici e si era ritirato, dopo l'incendio, per proseguire la lotta tra le montagne.
Gli Spagnoli avevano composto le loro questioni e Almagro aveva rilevato, dietro compenso, l'esercito di Alvarado, proprio quando era giunto l'esercito di Quizquiz. Lo scontro era stato furioso. Sorpreso durante la marcia, il navigato generale di Atahuallpa aveva diviso le sue truppe, ponendone una su un colle, mentre l'altra, con le donne e le salmerie, si poneva in fuga. Gli Spagnoli avevano ovviamente attaccato i guerrieri, ma questi, attestati su delle alture li avevano respinti e durante la notte si erano defilati raggiungendo l'altra colonna. Nuovamente perseguito, Quizquiz aveva fermato i suoi inseguitori sulle sponde di un fiume e li aveva messi a mal partito contrattaccando abilmente, mentre le sue truppe distruggevano un drappello nemico di quattordici spagnoli che avevano tentato di sorprenderlo ai fianchi.
Quella sarebbe stata l'ultima azione del valente stratega perché i suoi uomini stanchi della lunga guerra si rifiutarono di seguirlo in una nuova avventura di guerriglia che egli proponeva. Quizquiz perì così, ucciso dai suoi, durante un alterco, dopo aver vinto per tutta la vita un numero impressionante di battaglie e senza essere stato sconfitto neppure dagli Spagnoli.
Con gli Spagnoli riuniti e l'esercito di Quizquiz allo sbando, restavano poche speranze a Ruminahui e a Zope-Zopahua e, infatti, furono entrambi catturati da Benalcazar dopo che i loro eserciti si erano progressivamente assottigliati fino a sciogliersi del tutto.
La sorte dei capi indigeni fu tragica. Vennero sottoposti a ignobili torture nella speranza di estorcere loro il segreto dei nascondigli in cui si supponeva avessero nascosto l'oro dei tesori mai trovati. Sia che non avessero nulla da confessare, sia che fossero più forti dei loro stessi carnefici, nessuna confessione uscì dalle loro labbra. il 25 giugno del 1535 furono giustiziati assieme a molti dei loro seguaci, la maggior parte perendo sul rogo.

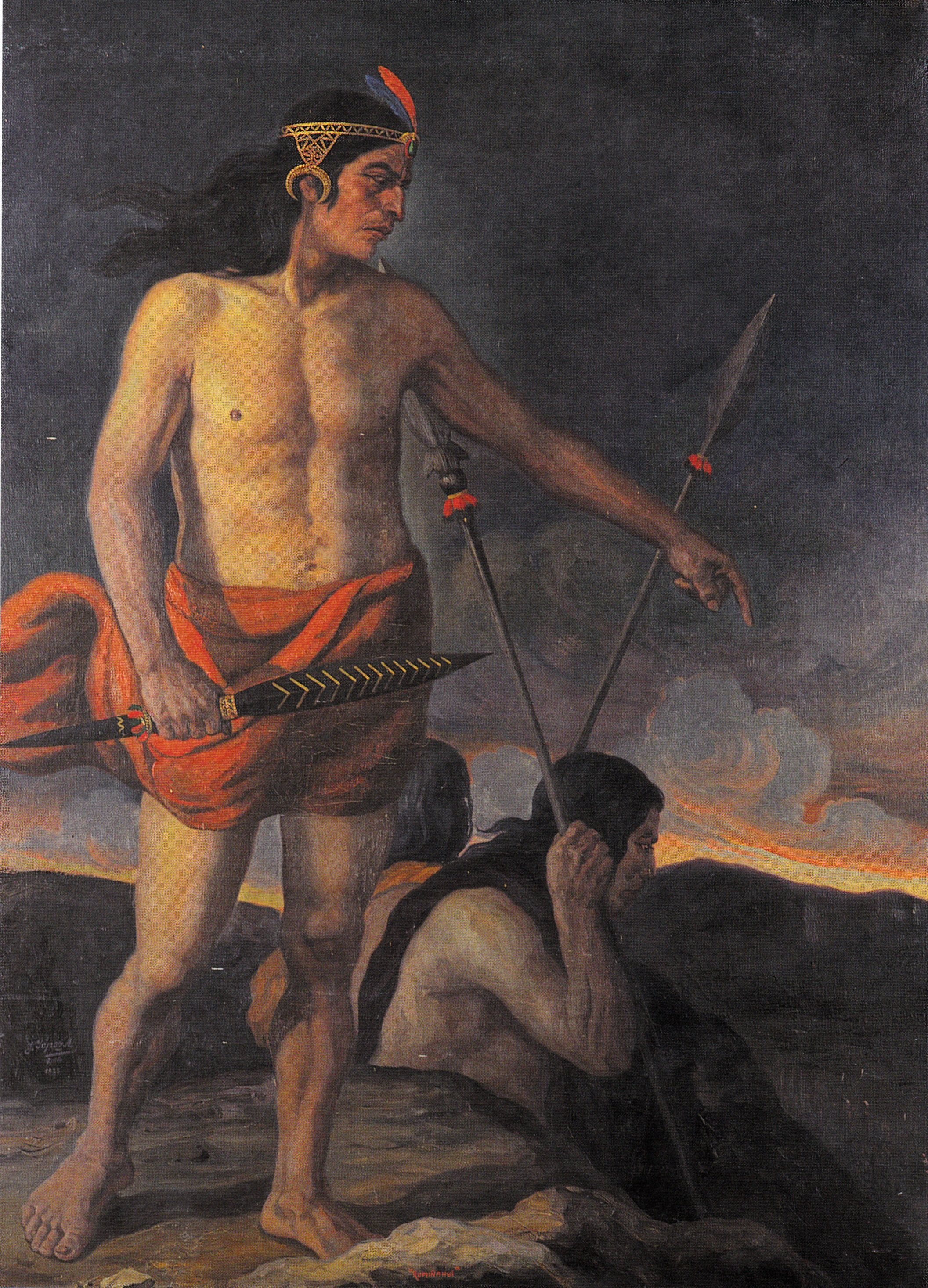
Rumiñahui

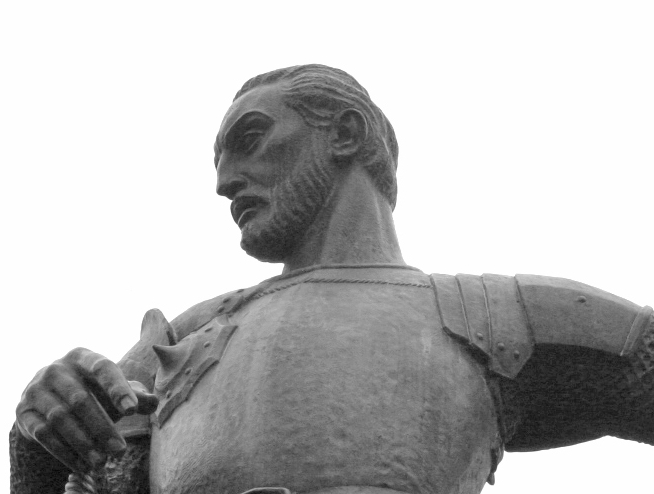
Benalcazar viene considerato il fondatore di Cali e come tale onorato in Colombia

Per opposte ragioni i due nemici giurati, Ruminahui e Benalcazar hanno trovato, nei secoli successivi, simpatizzanti ed ammiratori che ne hanno magnificato le gesta. Ruminahui è diventato un eroe nazionale dell'Ecuador odierno. Si è visto attribuire il titolo di "Defensor de Quito" ed è diventato il soggetto di numerose ricerche storiografiche che sono sfociate, in alcuni casi, in accurate biografie.
Benalcazar, invece, ha assunto importanza soprattutto per le sue successive azioni nell'attuale Colombia che, memore della fondazione di Cali, gli ha dedicato, in questa città un rappresentativo monumento.
Ovviamente, in entrambi i casi sono state messi in evidenza gli aspetti eroici dei personaggi in questione e certe loro attitudini, poco edificanti, sono state dimenticate.

## Insurrezione Inca
Mentre Benalcazar completava la conquista di Quito, Pizarro provvedeva a consolidare la presenza spagnola nel Perù degli Inca. Manco esercitava un potere nominale sulla regione del Cuzco, sotto l'attenta tutela dei conquistadores, ma intere regioni erano sfuggite al suo controllo. Gli Spagnoli, concentrati nella capitale, a Jauja e a San Miguel, non potevano, per il momento, occuparsi dell'immenso territorio e ovunque le etnie, già soggette al Cuzco, avevano approfittato per rendersi indipendenti, nella convinzione che gli antichi signori non esistevano più, in quanto tali, e che i nuovi dominatori si disinteressassero di loro.
Pizarro non disponeva, all'epoca, di forze sufficienti per impadronirsi di tutto il paese, ma era solo questione di tempo. Le notizie sul favoloso tesoro sottratto agli Inca si era diffusa nelle colonie spagnole e una moltitudine di avventurieri si preparava a raggiungere il Perù, nella speranza di partecipare alla scoperta e alla distribuzione di nuove ricchezze. Occorreva predisporre un porto per accogliere tutti quei volontari e per installare una base di operazioni che consentisse un raccordo, via mare, con Panama e le altre colonie.
Il sito fu individuato in un porto naturale poco lontano dal santuario di Pachacamac e Pizarro stesso si adoprò per fondarvi la sua capitale. Avrebbe voluto che si chiamasse sontuosamente la città di Los reyes, ma sarebbe invece stata conosciuta come Lima, il nome che distingue, ancor oggi, la capitale dell'odierno Perù.

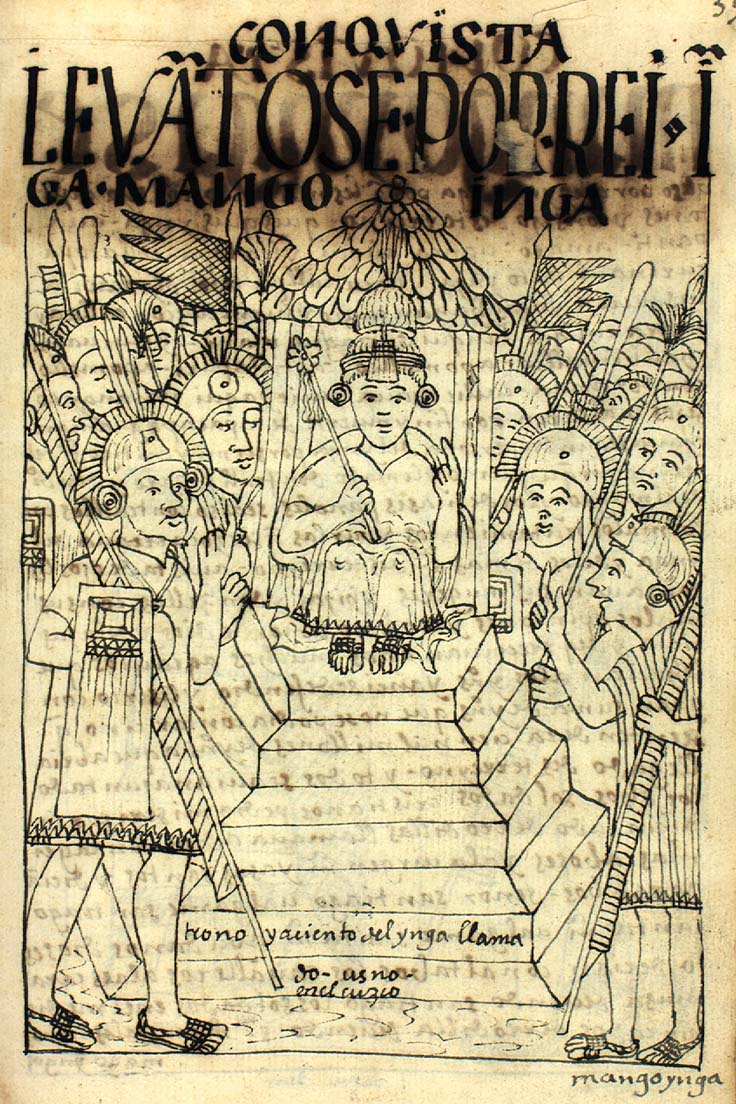
Manco II, in un disegno di Huaman Poma de Ayala.

La tutela del Cuzco venne lasciata ai suoi giovani fratelli, Juan e Gonzalo, in attesa che il più avveduto Hernando tornasse dalla Spagna, dove si era recato per consegnare il quinto del riscatto di Atahuallpa, di spettanza della Corona. Questa decisione non aveva però incontrato il gradimento di Almagro che aveva delle mire personali sulla capitale degli Inca. In effetti, negli accordi stipulati tra lui e Pizarro, tutto il territorio a Sud di duecento leghe dal villaggio di Zamaquella era di sua spettanza e pareva proprio che il Cuzco rientrasse in questa giurisdizione.
I fratelli Pizarro, giovani e animosi, si opposero con la forza alle sue pretese e la situazione rischiò di precipitare, tanto da indurre lo stesso governatore Francisco a accorrere sul luogo della contesa, sospendendo, per il momento, l'opera di fondazione di Lima.
I due antichi soci, grazie anche all'intervento di alcuni intermediari, riuscirono a comporre amichevolmente la vertenza. Fu convenuto che Almagro avrebbe tentato l'esplorazione dei territori ancora più a Sud, che venivano identificati con il titolo di regno del Cile. Se, come si vociferava, erano ancora più ricchi di quelli del Perù, ne avrebbe goduto il possesso, in caso contrario sarebbe tornato e avrebbe occupato il Cuzco con pieno accordo di tutti.
Il 3 luglio 1535, Almagro partì dunque per il Cile con una consistente armata. Lo accompagnavano il fratello di Manco, Paullu Inca e il gran sacerdote dell'impero, Villac Umu oltre a una miriade di portatori indigeni. Nel Cuzco invece restavano i fratelli del governatore col compito di sorvegliare il giovane signore degli Inca.
I fratelli Pizarro avevano una loro particolare interpretazione della funzione di sorveglianti. Il governatore, loro fratello, aveva raccomandato di rispettare la maestà di Manco che serviva da catalizzatore dell'unità dell'impero, ma loro, avventati e irresponsabili, non si peritarono di sottoporlo alle più odiose angherie. Dapprima si limitarono ad estocergli dell'oro, ma poi, in un crescendo di vessazioni di ogni genere, giunsero a violentare le sue mogli e ad orinargli addosso, dopo avergli smoccolato sul viso delle candele. Infine lo esautorarono completamente arrivando a incatenarlo, nella piazza principale, in bella vista di tutti i suoi sudditi.
Manco, probabilmente non aveva mai amato in modo particolare gli Spagnoli, tuttavia era disposto a convivere con loro pur di mantenere la sua maestà regale, ma non poteva accettare di apparire, agli occhi del suo popolo, come un ridicolo zimbello. Il suo sentimento si tramutò pertanto nel più cupo odio ed egli prese a considerare l'opportunità di procedere alla loro espulsione.
Neppure il ritorno di Hernando Pizarro che, più saggio e controllato dei suoi fratelli, fece cessare immediatamente le loro persecuzioni, servì a fargli mutare parere. La sua decisione era ormai presa e attendeva soltanto il momento più propizio per dare corso ai suoi disegni. L'occasione gli si offrì quando Hernando gli permise di lasciare la città, con la scusa di andare alla ricerca di una statua d'oro in una contrada vicina.
Quando Hernando si rese conto che la sua avidità gli aveva giocato un brutto tiro era ormai troppo tardi. Tutti gli Inca erano già in armi e convergevano sul Cuzco che, dall'oggi al domani, si trovò stretto d'assedio. Era il maggio del 1536. Il blocco sarebbe durato ben undici mesi.

### L'assedio del Cuzco

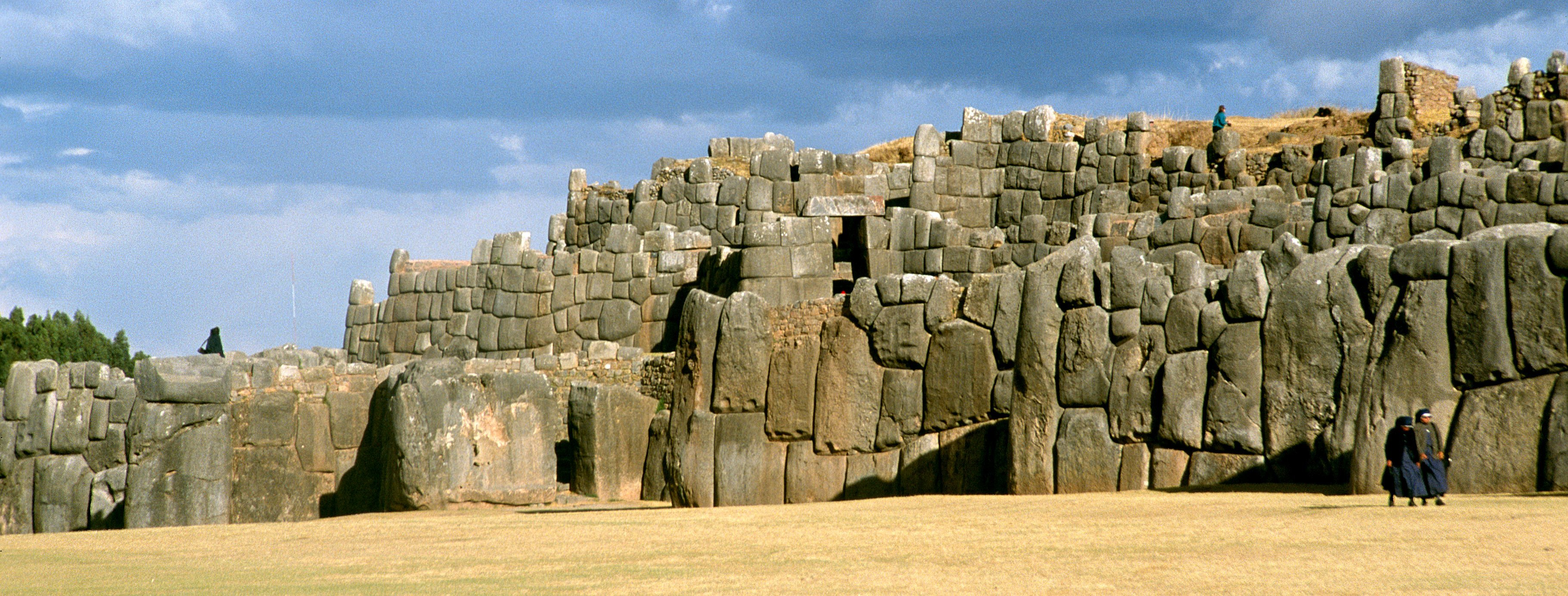
Le rovine della fortezza di Sacsayhuaman

Il 6 maggio gli Inca iniziarono l'attacco, perfettamente organizzati in squadroni multicolori, ognuno con i propri capi e le proprie insegne. Erano una moltitudine impressionante: il loro numero è stato stimato dai cronisti dell'epoca, alcuni dei quali erano presenti al fatto d'arme, tra i cento e i duecentomila uomini. Gli Spagnoli potevano opporre soltanto duecento soldati, di cui settanta muniti di cavalli e un migliaio di indigeni ausiliari.
Le ostilità si aprirono con un nutrito lancio di proiettili di ogni tipo che costrinse gli Spagnoli a rifugiarsi, con le corazze ammaccate, all'interno di due enormi palazzi di pietra antistanti la piazza principale. Gli Inca allora diedero fuoco ai tetti di paglia delle case, con l'intento di stanarli, ma il fuoco non si propagò a quello del "Suntur Huasi" dove si erano rinchiusi i loro nemici che, seppur mezzo asfissiati poterono resistere. Per sei giorni le parti in lotta si fronteggiarono cercando di sopraffarsi, ma gli Inca non riuscivano a sloggiare gli spagnoli dal loro rifugio e questi, quando tentavano delle sortite, erano ricacciati indietro da un nugolo di pietre miste a frecce.
Lo smarrimento cominciava a serpeggiare tra le file degli Spagnoli, molti dei quali avrebbero voluto tentare di aprirsi un varco per cercare la salvezza verso Lima. Hernando Pizarro, che aveva assunto il comando non era però d'accordo perché sosteneva che la strada verso il mare sarebbe stata una trappola, dovendo attraversare gole scoscese in cui gli Inca avrebbero avuto buon gioco ad assalirli. Nessuno, poi, aveva notizia dei numerosi ponti sui fiumi impetuosi che, con ogni probabilità, erano stati distrutti. Ciò nonostante una qualche azione si imponeva perché gli indigeni dall'alto della fortezza di Sacsayhuamán, che sovrastava la città, rendevano impossibile ogni movimento agli assediati.
Fu uno degli indios alleati ad avere l'idea di prendere la fortezza, fingendo di fuggire per poi ritornare inaspettati e fu Juan Pizarro che si incaricò dell'impresa. Al momento convenuto, con uno squadrone di cavalleria, forzò il fronte nemico e si diresse verso Lima, perdendosi in lontananza. Gli Inca caddero nella trappola e inviarono delle veloci staffette per avvertire i loro di intercettare la pattuglia in fuga, ma questa, una volta fuori dalla vista, fece dietro front e, fatto un largo giro, pervenne alle pendici del forte dal lato opposto a quello della città, tra la sorpresa generale.

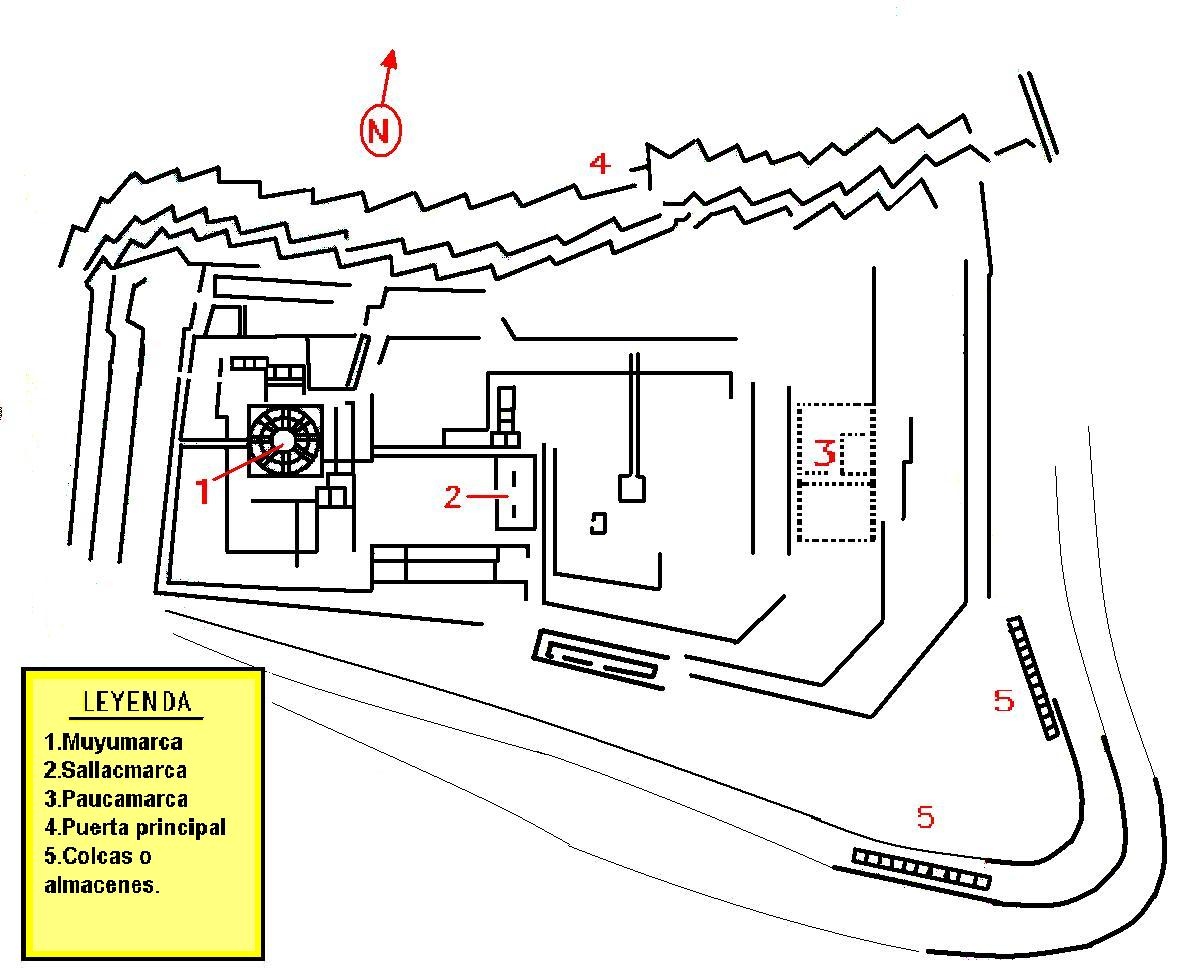
Mappa della fortezza di Sacsahyuaman

Anche Juan Pizarro doveva però avere una sorpresa. La fortezza, dal lato in cui si apprestava ad assalirla si sviluppava in pianura e gli Spagnoli pensavano di aver ragione dei difensori con una rapida carica, ma questi avevano costruito un terrapieno e i cavalli non poterono superarlo.
Juan Pizarro avrebbe potuto ritirarsi, ma non volle sentire ragione. Cavalcava senza elmo perché una ferita alla mandibola gli impediva di calzarlo e avanzò a capo scoperto fin sotto le mura. Una pietra, meglio diretta delle altre lo colpì al capo e lo scavalcò. I suoi riuscirono a recuperarlo, ma per lui era finita. Di lì a pochi giorni, sarebbe morto dopo una dolorosa agonia.
Gli Spagnoli, malgrado questa drammatica perdita, non desistettero dall'attacco. La conquista di Sacsahyuaman era per loro una questione di vita o di morte e la posizione raggiunta dalla pattuglia fu mantenuta. La lotta per la fortezza si trasformò in un assedio nell'assedio. I difensori indigeni, tormentati dalla fame e dalla sete, falcidiati dal tiro delle balestre cominciarono a cedere, mentre il grosso del loro esercito concentrava i suoi sforzi sulla città.
Si videro episodi di valore da ambo le parti che meritano di essere ricordati. Uno spagnolo, Hernando Sanchez de Badajoz, scalò da solo una delle torri che reggevano la difesa della fortezza e riuscì a tenere a bada gli occupanti finché i suoi non giunsero a dargli man forte. Su un'altra torre un capitano inca, tale Cahuide, armato alla spagnola, con tanto di spada e corazza sottratta al nemico, tenne testa agli assalitori spronando i suoi uomini e compiendo gesta di grande valore. Quando poi vide che la posizione era perduta, si coprì la testa col mantello e si gettò nel vuoto piuttosto che cadere prigioniero.
Quando, infine, la fortezza cadde nelle loro mani, gli Spagnoli tirarono un sospiro di sollievo, ma la situazione restava disperata e non avevano modo di sapere se i loro compatrioti nel resto del paese erano ancora in vita o se loro erano gli ultimi europei ancora in vita nell'intero Perù.

### Gli scontri sulle Ande
Manco aveva concepito, in effetti, la rivolta del suo popolo come una guerra generalizzata di cui l'assedio al Cuzco costituiva una parte importante, ma non esclusiva. Fin dai primi giorni della sollevazione i coloni spagnoli isolati nelle piccole guarnigioni erano stati soppressi. Il governatore Pizarro, rinchiuso in Lima in attesa di uno scontro che si faceva sempre più imminente, aveva inviato alcuni contingenti a soccorrere le guarnigioni di Jauja e del Cuzco, ma era tale l'intensità della rivolta che le colonne di soccorso si erano trovate, ben presto, obbligate a combattere per la loro vita.
Settanta cavalieri che, sotto il comando di Diego Pizarro, un nipote del governatore,  avevano tentato di raggiungere Jauja vennero trucidati presso il fiume Guamanga e uno solo venne mantenuto in vita per essere portato al cospetto di Manco.
Altri settanta, comandati da Gonzalo de Tapia, un cognato dello stesso Pizarro, cercarono di raggiungere il Cuzco, ma furono sorpresi in una gola e caddero tutti, fino all'ultimo uomo. Un altro distaccamento, con a capo il capitano Margovejo de Quiñones fu quasi interamente distrutto e solo un pugno d'uomini riuscì a tornare a Lima per portare la notizia della disfatta.
Pizarro, sempre più preoccupato, comprese che il Cuzco era troppo lontano per poter essere raggiunto e concentrò i suoi sforzi per salvare almeno la guarnigione di Jauja. Poco prima aveva inviato un distaccamento di venti cavalieri sotto la guida di Gonzalo de Gahete per sostenere il presidio e pensò bene di rinforzare ulteriormente l'avamposto incaricando Francesco de Godoy di raggiungere la cittadina con una ventina di cavalieri ed alcuni fanti.
Quest'ultimo, però, non arrivò mai a Jauja perché lungo la strada incontrò due soldati che erano gli unici superstiti della guarnigione che era andato a soccorrere. Gli Inca erano piombati sulla cittadina e avevano trucidato tutti gli occupanti, dopo aver sorpreso ed ucciso gli uomini di Gaete sul greto di un fiume. Fu giocoforza per Godoy rientrare, precipitosamente, a Lima per portare la ferale notizia al suo governatore.
Questa volta Pizarro comprese che non era più tempo di pensare a salvare le altre guarnigioni. Gli Inca avevano spazzato tutti gli invasori sparsi sul territorio e si concentravano sulla nuova capitale spagnola. L'attacco a Lima stava per cominciare.

### L'attacco a Lima
La distruzione delle spedizioni spagnole era merito di Quizu Yupanqui, uno sperimentato generale che aveva militato negli eserciti di Huayna Cápac di cui era fratello. Era zio di Manco e, come figlio di Túpac Yupanqui poteva considerarsi un principe, appartenente ad uno dei più illustri lignaggi del Cuzco.
Era lui che aveva studiato la tattica che tanti danni aveva arrecato agli Spagnoli. Sotto la sua guida gli eserciti inca si guardavano bene dall'affrontare le cariche della cavalleria e attaccavano i nemici soltanto quando il terreno era a loro vantaggio. I luoghi preferiti erano le gole, che permettevano di seppellire le colonne sotto masse di pietra lanciate dall'alto, ma anche i guadi dei fiumi, con i cavalli impediti nei movimenti, si erano rivelati punti propizi.

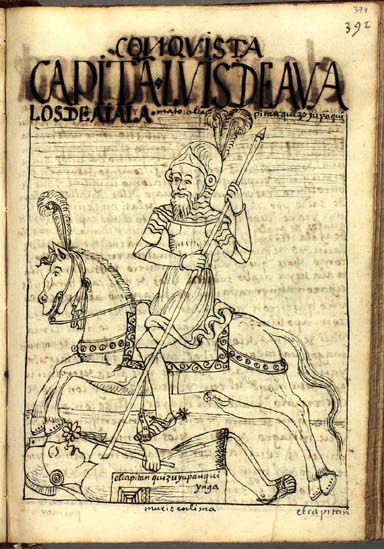
La morte di Quizu Yupanqui in un disegno di Guaman Poma de Ayala

Lima, però, si trovava in pianura e per attaccarla sarebbe stato necessario affrontare il nemico in campo aperto. Quizu Yupanqui era consapevole di questa difficoltà e, per prima cosa, si preoccupò di conseguire il vantaggio del numero. Ripristinando l'antica supremazia degli Inca nella regione, indisse una mobilitazione generale che gli permise di mettere assieme almeno cinquantamila uomini e, con quell'imponente forza, si presentò alle porte della città. Agli Spagnoli non parve vero di incontrare il nemico in campo aperto e uscirono subito improvvisando una carica travolgente. Qualcosa era però mutato nella tattica inca perché, se pur travolte, le loro linee non si scompaginarono e premendo con la loro massa obbligarono i cavalleggeri ad indietreggiare.
Le forze di Quizu occuparono poi delle piccole alture circostanti e si misero a fortificarle con grande lena rendendole imprendibili. Da quelle improvvisate fortezze scendevano a valle per affrontare i cavalieri spagnoli, ma non in massa, bensì in piccoli squadroni che impegnavano uno dopo l'altro il nemico impedendogli di trucidare i fuggitivi e stancandolo inesorabilmente. Gli Spagnoli abituati a travolgere il nemico con una carica e, successivamente, a farlo a pezzi mentre fuggiva, erano disorientati. Quando scompigliavano uno squadrone un altro si presentava, mentre i fuggitivi si ricomponevano e uomini e cavalli non potevano concedersi un attimo di riposo.
Per cinque giorni la lotta si svolse in questo modo, tra sortite e contrattacchi e gli Spagnoli si avvidero che ben difficilmente avrebbero potuto avere ragione di un nemico tanto avveduto. Il sesto giorno però le cose cambiarono.
Contro ogni logica, Quizu Yupanqui, smentendo la tattica fin qui adoperata, schierò il suo esercito nella pianura in formazione di combattimento, ponendosi, con i suoi capitani, alla testa delle truppe, portato su una lettiga da battaglia. Ci si domanda ancor oggi il perché di questo comportamento suicida che probabilmente fu dettato dall'orgoglio. Comunque la carica che immediatamente si scatenò lasciò sul campo il temerario generale e quaranta dei suoi ufficiali principali. Il suo esercito, però, non si sbandò e ripiegò, in buon ordine, sulle alture fortificate, respingendo l'attacco degli Spagnoli.
Imbaldanziti dal successo, i difensori di Lima passarono la notte sopraggiunta nel fare piani per l'indomani, ma al mattino, con loro grande sorpresa, trovarono le posizioni degli Inca deserte. Durante la notte tutto l'imponente esercito nemico si era allontanato, senza far rumore, e aveva riguadagnato la sicurezza delle Ande.

### Fine della sollevazione
A Cuzco, frattanto, l'assedio si trascinava tra alterne vicende. Hernando Pizarro, imbaldanzito dal successo di Sacsayhuaman concepì il disegno di sorprendere Manco nel suo accampamento. Il suo drappello venne però intercettato in una gola e riuscì a riguadagnare il Cuzco con grave rischio. Hernando era però coraggioso e volle tentare ancora di aver ragione dell'avversario con un'azione di sorpresa. Saputo che Manco, dopo la sua sortita, aveva prudentemente spostato il suo quartier generale a Ollantaytambo si diresse arditamente verso quella fortezza. Il luogo era però imprendibile e gli Spagnoli furono a loro volta assaliti e messi a mal partito.

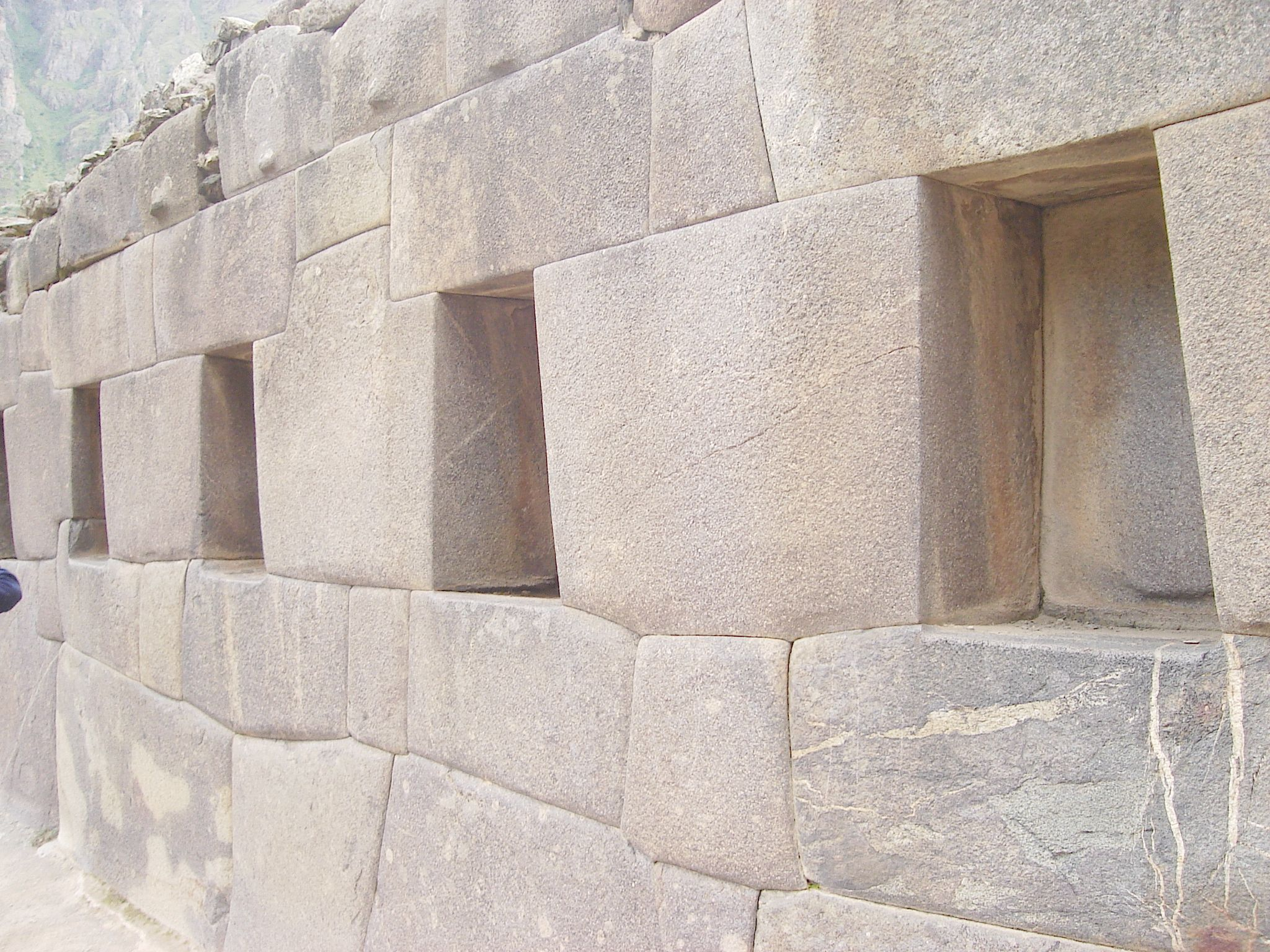
Le mura di Ollantaytambo

Se Manco avesse deciso di assalire, in quel frangente, il Cuzco sguarnito, probabilmente avrebbe conquistato la città, ma il sovrano inca si ostinò ad attaccare le forze che avevano cercato di catturarlo. Dietro suo ordine un fiume venne fatto deviare dal suo corso e le campagne, in cui era attendato l'esercito spagnolo, vennero allagate. Hernando decise allora di sacrificare il suo accampamento e, di notte, lasciato accesi i fuochi e intatte le tende, fuggì verso il Cuzco. La ritirata venne scoperta e gli Spagnoli dovettero destreggiarsi tra campi allagati e nemici in agguato. Riuscirono comunque a raggiungere il Cuzco, a prezzo di alcune perdite e di molta paura.
La situazione era ormai stabilizzata e la guerra continuò con manifestazioni di ferocia da entrambe le parti. Gli Spagnoli presero ad uccidere anche le donne inca per debilitare moralmente i loro guerrieri a cui mozzavano la mano destra se catturati. Gli Inca, dal canto loro, infierivano su ogni spagnolo che fosse caduto nelle loro mani ed erano soliti tagliargli i piedi e le mani. Era comunque evidente che gli Inca non avrebbero più potuto occupare il Cuzco e che gli Spagnoli non avrebbero potuto liberarsi dell'assedio.
La stagione delle semine, frattanto, incombeva e gli indigeni erano ansiosi di tornare ai loro campi per non incorrere in una terribile carestia, ma Manco voleva fare ancora un ultimo tentativo. Un nuovo fattore si intromise, però, prepotentemente nella contesa allarmando entrambi i contendenti: Diego de Almagro era tornato dal Cile.
La spedizione nel Sud dell'impero si era trasformata in un disastro e l'adelantado, questo era il titolo di Almagro, si presentava a rivendicare i suoi diritti. Preso coscienza della situazione non pose tempo in mezzo. Tentò dapprima di convincere Manco ad appoggiarlo contro i Pizarro, nemici di entrambi, ma, viste le titubanze dell'inca, lo affrontò in battaglia costringendolo alla fuga. Si volse poi verso il Cuzco che occupò quasi senza combattere facendo prigionieri sia Gonzalo che Hernando Pizarro.
Un esercito frattanto si avvicinava. Era stato inviato da Lima, appena liberata, in soccorso del Cuzco ed era, ovviamente fedele a Pizarro, ma Almagro non si lasciò intimorire e lo affrontò risolutamente in battaglia, alle porte del Cuzco, sbaragliandolo completamente.
Sembrava che la sorte avesse arriso all'antico socio di Pizarro, ma la sua vittoria aveva soltanto dato inizio ad un'altra fase della tormentata storia del Perù: quella delle guerre civili tra i conquistadores.
Manco aveva combattuto per l'indipendenza del suo popolo e aveva perso la guerra, ma non per questo avrebbe desistito dalla lotta. In un sicuro recesso sulle Ande avrebbe fondato un piccolo regno indipendente, quello di Vilcabamba e da qui avrebbe continuato a combattere contro gli odiati invasori, in nome delle tradizioni della sua stirpe e della religione dei suoi avi.
Il Perù era però ormai in mano degli Spagnoli e la conquista dell'impero degli Inca poteva dirsi terminata.

## La colonia di Panama
Le colonie spagnole nelle Americhe si erano andate sviluppando, negli anni successivi alla scoperta di Colombo, principalmente sulle maggiori isole delle Antille e lungo il litorale atlantico dell'America meridionale con risultati poco soddisfacenti.
La scoperta dell'Oceano Pacifico compiuta da Vasco Núñez de Balboa, che aveva attraversato l'istmo nel 1513 partendo dalle coste dell'Atlantico, aveva fatto sorgere nei coloni spagnoli le più ardite speranze di trovare finalmente quelle ricchezze che le coste atlantiche del Nuovo Mondo si rifiutavano di concedere.

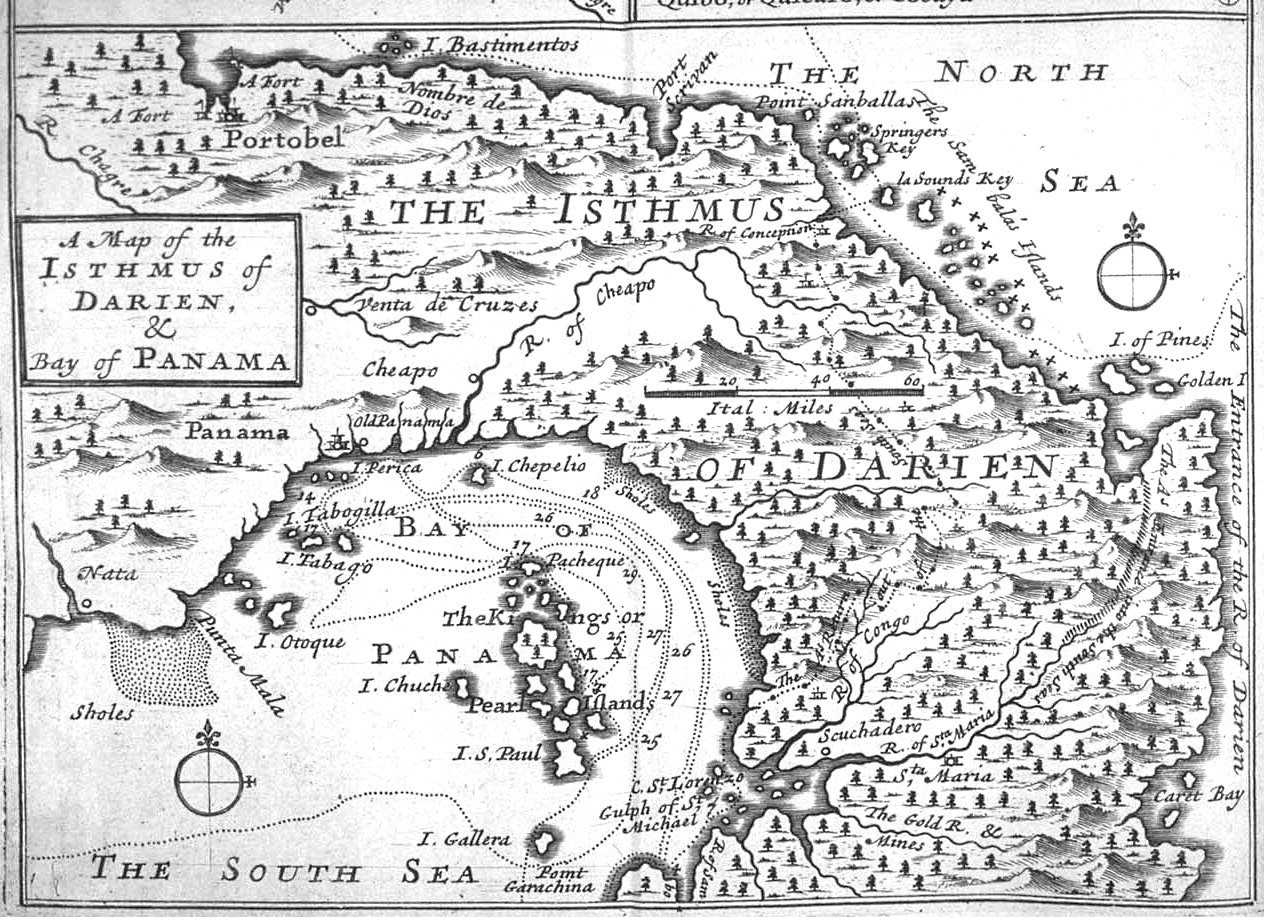
Antica mappa dell'istmo del Darién e di Panama

Un mare vasto e inesplorato si apriva dinnanzi a loro e il governatore della zona dell'istmo, Pedro Arias Dávila, meglio conosciuto come Pedrarías, aveva deciso di costituirvi un insediamento fondando la città di Panama. Per farlo aveva tradito le aspettative di Balboa, che pure era suo genero, giungendo a farlo giustiziare con l'accusa di tradimento. Per ironia della sorte l'ufficiale che lo aveva arrestato era proprio quel Francisco Pizarro che più di ogni altro avrebbe beneficiato delle nuove scoperte.
Le mire di Pedrarías erano destinate a rivelarsi delle pie illusioni, perché i territori circostanti la nuova colonia si erano rivelati spogli e selvaggi, abitati da pochi indigeni arretrati ed ostili. La Corona spagnola, però, interessata ai nuovi territori esercitava continuamente pressioni perché, soprattutto i territori del sud, venissero esplorati.
Il governatore, era obbligato a dare corso a quelle istruzioni, ma passato l'iniziale entusiasmo, era poco propenso a seguire la madrepatria nelle sue lontane illusioni e preferiva procedere al lento, ma progressivo sviluppo della colonia che amministrava. Tuttavia gli ordini della Corona non potevano essere disattesi e, anche se di mala voglia, Pedrarías diede corso a delle limitate esplorazioni in direzione sud.

### Testimoni oculari della Conquista
- Ruiz de Arce (Juan) Advertencia... a los sucesores (1543) In COLL. AUSTRAL Madrid 1964
- Estete (Miguel de)
  - Relación del viaje... desde el pueblo de Caxmalca a Pachacamac. (1533) In Ramusio EINAUDI, Torino 1988
  - Noticia del Peru  (1540) In COL. LIBR. DOC. HIST. PERU (2º serie tomo 8º, Lima 1920)
- Jerez (Francisco de) Verdadera relación de la conquista del Peru (1534) In Ramusio EINAUDI, Torino 1988
- Mena (Cristobal de) Conquista y población del Peru (1534) In Ramusio EINAUDI, Torino 1988
- Pizarro(Hernando) Carta de Hernando Pizarro (1533) In COLL. AUSTRAL Madrid 1964
- Pizarro (Pedro)  Relación del descubrimiento y conquista de los Reynos del peru. (1571) In BIBL. AUT. ESP. (tomo CLVIII, Madrid 1968)
- Sancho de la Hoz (Pedro) Relatione di quel che nel conquisto & pacificatione di queste provincie & successo... & la prigione del cacique Atabalipa.  (1534) In Ramusio EINAUDI, Torino 1988
- Titu Cusi Yupanqui Relación de la conquista del Peru y echos del Inca Manco II  (1570) In ATLAS,  Madrid 1988
- Trujillo (Diego de) Relación del descubrimiento del Reino del Peru (1571) in COLL. AUSTRAL Madrid 1964

### Altri autori spagnoli dell'epoca
- Anonimo Relación del sitio del Cuzco y principio de las guerras civiles del Perù hasta la muerte de Diego de Almagro (1535-1539) in COL de LIBROS RAROS Y CURIOSOS (tomo XIII, Madrid 1879)- in COL.LIBR.DOC.HIST.PERU' (serie 2a, vol. X, Lima 1934). L'opera è attribuita, da alcuni, a Diego de SiIva y Guzman.
- Betanzos (Juan de) Suma y narración de los Incas (1551) In ATLAS Madrid 1987
- Cieza de Leon (Pedro de) Segunda parte de la crónica del Peru (1551) In COL. CRONICA DE AMERICA (Dastin V. 6º. Madrid 2000)
- Cobo (Bernabé) Historia del Nuevo Mundo (1653) In BIBL. AUT. ESP. Tomi XCI, XCII, Madrid 1956
- Garcilaso (Inca de la Vega)
  - Commentarios reales (1609) Rusconi, Milano 1977
  - La conquista del Peru (1617) BUR, Milano 2001
- Gomara (Francisco Lopez de) Historia general de las Indias (1552) In BIBL. AUT. ESP. (tomo LXII, Madrid 1946)
- Herrera y Tordesillas (Antonio de) Historia general... (1601 - 1615) In COL. Classicos Tavera (su CD)
- Murúa (Fray Martin de) Historia general del Peru (1613) In COLL. CRONICA DE AMERICA Dastin V. 20º. Madrid 2001)
- Naharro (Pedro Ruiz) Relación de los echos de los españoles en el Peru In COL. LIBR. DOC. HIST. PERU (tomo 6º, Lima 1917)
- Oviedo y Valdés (Gonzalo Fernández de) Historia general y natural de las Indias in Bibl Aut. Esp. Tomi CXVII; CXVIII; CXIX; CXX; CXXI, Madrid 1992
- Poma de Ayala (Felipe Guaman)	Nueva coronica y buen gobierno (1584 - 1614) In COL. CRONICA DE AMERICA (Historia 16.  V. 29º, 29b, 29c. Madrid 1987)
- Santa Cruz Pachacuti (Yamqui Salcamaygua) Relación de anteguedades de este reino del Peru (1613) In BIBL. AUT. ESP. (tomo CCIX, Madrid 1968)
- Zárate (Agustín de) Historia del descubrimiento y conquista de la provincia del Peru  (1555) In BIBL. AUT. ESP. (tomo XXVI, Madrid 1947)

### Opere moderne
- Amunatégui (Miguel Louis) Estudio sobre Diego de Almagro in Descubrimiento y conquista del Cile  - Santiago del Cile  - 1862
- L. Andrade Reimers Biografia de Atahualpa Quito 1977
- M. Ballesteros Gaibrois
  - Francisco Pizarro, Madrid 1940
  - Diego de Almagro (1911-2002). Editorial: Historia 16. Quorum. 1987.
- Louis Baudin La vie de François Pizarro, Paris 1930
- Benjamin Carrion Atahualpa Quito 1999
- P. y A. Costales El reino de Quito Quito 1992
- W. Espinosa Soriano Los Incas	Lima 1997
- L. Guzman Palomino Los Incas  - Hurin contra Hanan Lima 1977
- Franklin Pease G.Y.
  - Los ultimos Incas del Cuzco Madrid 1991
  - Los Incas	Lima 2003
- Pizarro y Orellana Varones illustres del Nuevo Mundo, Madrid 1639
- William H. Prescott La conquista del Perù Torino 1970
- M.J. Quintana Vidas de españoles celebres in Bibl. Aut. Esp. Tomo XIX, Madrid 1946
- Liliana Regalado de Hurtado Sucesion incaica Lima 1996
- Maria Rostworowski Historia del Tahuantinsuyo Lima 1999
- Alberto Mario Salas Las armas de la conquista	Buenos Aires 1950
- Juan José Vega La guerra de los Viracochas Lima 1964
- Juan de Velasco Historia del reino de Quito Caracas 1989
- Nathan Wachtel	La visione dei vinti Torino 1977
- Marius S. Ziolkowski La guerra de los Wawqui Quito 1996